# Eleições europeias de 2009 em Barcelos

## Resultados Oficiais
| Partido                 | Partido                        | Votos   | %               | +/-   |
| ----------------------- | ------------------------------ | ------- | --------------- | ----- |
|                         | Partido Social Democrata       | 20 314  | 44,92 / 100,00  | -     |
|                         | Partido Socialista             | 10 383  | 22,96 / 100,00  | 15,60 |
|                         | Partido Popular                | 4 346   | 9,61 / 100,00   | -     |
|                         | Bloco de Esquerda              | 3 486   | 7,71 / 100,00   | 5,18  |
|                         | Coligação Democrática Unitária | 2 030   | 4,49 / 100,00   | 1,63  |
|                         | Movimento Esperança Portugal   | 529     | 1,17 / 100,00   | Novo  |
|                         | Outros                         | 1 313   | 2,45 / 100,00   |       |
| Votos Inválidos         | Votos Inválidos                | 2 822   | 6,24 / 100,00   | 2,80  |
| Total                   | Total                          | 45 223  | 100,00 / 100,00 |       |
| Eleitorado/Participação | Eleitorado/Participação        | 107 519 | 42,06 / 100,00  | 2,48  |

## Resultados por Freguesia
Os resultados seguintes referem-se aos partidos que obtiveram mais de 1,00% dos votos:
| Freguesia                    | %     | %     | %     | %     | %     | %    | Votantes |
| Freguesia                    | PSD   | PS    | CDS   | BE    | CDU   | MEP  | Votantes |
| ---------------------------- | ----- | ----- | ----- | ----- | ----- | ---- | -------- |
| Abade de Neiva               | 42,53 | 23,80 | 7,47  | 9,87  | 3,04  | 1,27 | 790      |
| Aborim                       | 34,48 | 26,65 | 6,90  | 8,78  | 9,09  | 1,25 | 319      |
| Adães                        | 42,19 | 23,59 | 9,63  | 6,31  | 7,31  | 1,33 | 301      |
| Aguiar                       | 53,88 | 16,50 | 4,85  | 7,77  | 4,37  | 2,43 | 206      |
| Airó                         | 49,30 | 19,22 | 9,47  | 7,52  | 4,46  | 0,84 | 359      |
| Aldreu                       | 47,90 | 28,57 | 3,36  | 5,04  | 4,20  | 0,42 | 238      |
| Alheira                      | 55,77 | 20,91 | 7,45  | 4,33  | 1,44  | 1,20 | 416      |
| Alvelos                      | 42,30 | 25,43 | 9,90  | 7,46  | 4,40  | 0,73 | 818      |
| Alvito São Martinho          | 54,49 | 11,24 | 7,87  | 8,99  | 3,37  | 1,12 | 178      |
| Alvito São Pedro             | 42,73 | 8,81  | 12,33 | 11,45 | 6,17  | 1,32 | 227      |
| Arcozelo                     | 23,17 | 33,48 | 7,52  | 15,43 | 9,56  | 1,22 | 4 005    |
| Areias                       | 43,08 | 24,78 | 11,38 | 7,81  | 2,46  | 0,67 | 448      |
| Areias de Vilar              | 47,91 | 19,04 | 9,62  | 5,65  | 7,11  | 1,26 | 478      |
| Balugães                     | 56,12 | 16,72 | 8,86  | 4,48  | 3,58  | 0,90 | 335      |
| Barcelinhos                  | 28,01 | 29,79 | 9,34  | 12,06 | 8,75  | 1,77 | 846      |
| Barcelos                     | 30,33 | 25,34 | 9,69  | 15,14 | 8,46  | 2,20 | 2 364    |
| Barqueiros                   | 40,39 | 35,59 | 9,25  | 4,27  | 3,02  | 0,53 | 562      |
| Bastuço Santo Estêvão        | 60,10 | 24,04 | 5,29  | 4,81  | 1,44  | 0    | 208      |
| Bastuço São João             | 60,10 | 24,04 | 5,29  | 4,81  | 1,44  | 0    | 208      |
| Cambeses                     | 31,60 | 39,40 | 7,00  | 5,40  | 7,00  | 1,00 | 500      |
| Campo                        | 54,10 | 18,46 | 10,26 | 4,36  | 1,54  | 0,51 | 390      |
| Carapeços                    | 51,13 | 20,56 | 6,90  | 5,49  | 4,79  | 1,13 | 710      |
| Carreira                     | 43,60 | 27,64 | 9,29  | 4,64  | 6,49  | 0,19 | 539      |
| Carvalhal                    | 44,14 | 21,86 | 12,57 | 5,43  | 4,57  | 1,43 | 700      |
| Carvalhas                    | 65,77 | 15,00 | 7,31  | 2,31  | 4,62  | 0    | 260      |
| Chavão                       | 62,54 | 15,19 | 7,42  | 3,53  | 2,47  | 1,06 | 283      |
| Chorente                     | 65,83 | 17,09 | 8,96  | 0,84  | 1,68  | 0,56 | 357      |
| Cossourado                   | 48,53 | 22,80 | 16,94 | 1,30  | 1,95  | 0,33 | 307      |
| Courel                       | 66,40 | 5,20  | 10,40 | 4,80  | 0,40  | 1,20 | 250      |
| Couto                        | 50,00 | 10,66 | 16,39 | 4,92  | 1,64  | 0    | 122      |
| Creixomil                    | 41,96 | 19,05 | 17,56 | 5,06  | 0,89  | 2,08 | 336      |
| Cristelo                     | 50,60 | 16,18 | 17,21 | 5,96  | 1,87  | 1,70 | 587      |
| Durrães                      | 60,60 | 10,54 | 11,40 | 5,41  | 0,85  | 0,85 | 351      |
| Encourados                   | 63,90 | 9,76  | 14,15 | 3,41  | 2,44  | 0,98 | 205      |
| Faria                        | 56,89 | 22,22 | 8,00  | 3,11  | 3,11  | 0,44 | 225      |
| Feitos                       | 41,67 | 29,44 | 10,56 | 5,00  | 2,22  | 1,11 | 180      |
| Fonte Coberta                | 38,17 | 29,88 | 8,71  | 5,39  | 7,05  | 1,66 | 241      |
| Fornelos                     | 52,38 | 11,11 | 25,79 | 1,98  | 1,59  | 0,79 | 252      |
| Fragoso                      | 51,16 | 18,47 | 10,12 | 6,57  | 2,19  | 0,82 | 731      |
| Galegos Santa Maria          | 55,17 | 15,93 | 8,14  | 7,80  | 3,31  | 1,36 | 1 180    |
| Galegos São Martinho         | 51,03 | 18,18 | 8,65  | 8,80  | 2,20  | 2,05 | 682      |
| Gamil                        | 47,34 | 21,29 | 7,84  | 9,80  | 5,04  | 1,40 | 357      |
| Gilmonde                     | 55,48 | 19,44 | 7,14  | 4,49  | 1,50  | 2,49 | 602      |
| Goios                        | 50,00 | 19,05 | 20,00 | 1,90  | 2,38  | 1,43 | 210      |
| Grimancelos                  | 53,58 | 26,79 | 6,42  | 6,79  | 0,75  | 1,51 | 265      |
| Gueral                       | 60,62 | 11,40 | 15,54 | 4,66  | 2,07  | 1,04 | 193      |
| Igreja Nova                  | 69,11 | 15,18 | 2,09  | 2,62  | 1,05  | 0    | 191      |
| Lama                         | 57,92 | 13,77 | 8,68  | 4,15  | 2,83  | 1,89 | 530      |
| Lijó                         | 47,53 | 25,69 | 8,70  | 6,23  | 2,87  | 0,40 | 1 012    |
| Macieira de Rates            | 58,42 | 6,18  | 23,03 | 3,42  | 0,66  | 1,18 | 760      |
| Manhente                     | 47,49 | 20,95 | 6,56  | 11,31 | 4,05  | 1,40 | 716      |
| Mariz                        | 29,27 | 35,98 | 11,59 | 10,98 | 2,44  | 0    | 164      |
| Martim                       | 48,81 | 23,35 | 5,87  | 5,74  | 7,37  | 1,00 | 801      |
| Midões                       | 32,69 | 43,27 | 4,81  | 6,25  | 2,88  | 0,96 | 208      |
| Milhazes                     | 59,79 | 14,43 | 13,66 | 3,09  | 1,55  | 1,55 | 388      |
| Minhotães                    | 59,64 | 19,58 | 11,45 | 3,01  | 1,81  | 0,30 | 332      |
| Monte de Fralães             | 54,14 | 15,92 | 15,29 | 4,46  | 4,46  | 0    | 157      |
| Moure                        | 50,54 | 20,43 | 6,72  | 4,30  | 8,33  | 0    | 372      |
| Negreiros                    | 69,62 | 6,00  | 11,99 | 2,35  | 0,91  | 1,17 | 767      |
| Oliveira                     | 62,63 | 11,69 | 6,68  | 4,38  | 2,71  | 0,42 | 479      |
| Palme                        | 65,82 | 7,28  | 10,76 | 1,90  | 2,22  | 1,90 | 316      |
| Panque                       | 68,56 | 8,30  | 11,35 | 3,49  | 4,37  | 0,44 | 229      |
| Paradela                     | 69,78 | 11,15 | 7,91  | 2,52  | 3,24  | 0,72 | 278      |
| Pedra Furada                 | 47,03 | 30,27 | 5,95  | 6,49  | 0,54  | 1,08 | 185      |
| Pereira                      | 49,05 | 18,82 | 15,97 | 3,23  | 2,47  | 1,14 | 526      |
| Perelhal                     | 48,92 | 19,37 | 10,18 | 6,85  | 4,11  | 1,17 | 511      |
| Pousa                        | 43,64 | 25,69 | 11,14 | 7,73  | 3,67  | 1,18 | 763      |
| Quintiães                    | 56,88 | 12,68 | 15,94 | 2,90  | 1,81  | 0,36 | 276      |
| Remelhe                      | 45,20 | 19,02 | 17,51 | 5,65  | 3,58  | 0,75 | 531      |
| Rio Covo Santa Eugénia       | 36,95 | 32,35 | 5,09  | 8,21  | 6,08  | 2,13 | 609      |
| Rio Covo Santa Eulália       | 42,44 | 36,05 | 6,10  | 6,40  | 3,78  | 0,29 | 344      |
| Roriz                        | 62,57 | 8,98  | 10,18 | 4,19  | 2,99  | 1,65 | 668      |
| Sequeade                     | 36,67 | 33,70 | 7,41  | 5,19  | 3,70  | 0,74 | 270      |
| Silva                        | 30,98 | 32,48 | 8,55  | 8,33  | 4,27  | 2,35 | 468      |
| Silveiros                    | 46,40 | 21,59 | 9,18  | 5,71  | 4,71  | 2,98 | 403      |
| Tamel Santa Leocádia         | 58,49 | 16,60 | 7,17  | 5,66  | 1,89  | 0    | 265      |
| Tamel São Pedro Fins         | 55,56 | 25,21 | 4,70  | 4,70  | 2,14  | 0    | 234      |
| Tamel São Veríssimo          | 33,22 | 32,21 | 7,06  | 13,62 | 4,29  | 1,01 | 1 189    |
| Tregosa                      | 40,82 | 25,09 | 5,24  | 9,36  | 5,99  | 1,87 | 267      |
| Ucha                         | 42,54 | 25,08 | 10,51 | 8,47  | 3,22  | 1,36 | 590      |
| Várzea                       | 35,86 | 36,68 | 7,24  | 7,57  | 3,29  | 1,15 | 608      |
| Viatodos                     | 45,43 | 26,32 | 10,10 | 4,81  | 2,88  | 1,68 | 832      |
| Vila Boa                     | 31,65 | 29,78 | 9,18  | 11,61 | 4,49  | 1,69 | 534      |
| Vila Cova                    | 56,61 | 14,42 | 11,75 | 5,21  | 2,80  | 1,20 | 749      |
| Vila Frescainha São Martinho | 27,40 | 31,33 | 10,03 | 12,00 | 10,75 | 0,72 | 967      |
| Vila Frescainha São Pedro    | 32,30 | 38,03 | 6,07  | 11,15 | 3,28  | 0,33 | 610      |
| Vilar de Figos               | 60,18 | 9,05  | 13,12 | 4,98  | 3,62  | 0    | 221      |
| Vilar do Monte               | 42,29 | 21,59 | 9,25  | 6,61  | 5,73  | 0    | 227      |
| Vila Seca                    | 40,00 | 9,01  | 11,55 | 5,07  | 1,13  | 1,97 | 355      |
| Barcelos                     | 44,92 | 22,96 | 9,61  | 7,71  | 4,49  | 1,17 | 45 223   |

#### Abade de Neiva
| Partido                 | Partido                        | Votos | %               | +/-   |
| ----------------------- | ------------------------------ | ----- | --------------- | ----- |
|                         | Partido Social Democrata       | 336   | 42,53 / 100,00  | -     |
|                         | Partido Socialista             | 188   | 23,80 / 100,00  | 14,08 |
|                         | Bloco de Esquerda              | 78    | 9,87 / 100,00   | 7,64  |
|                         | Partido Popular                | 59    | 7,47 / 100,00   | -     |
|                         | Coligação Democrática Unitária | 24    | 3,04 / 100,00   | 1,37  |
|                         | Movimento Esperança Portugal   | 10    | 1,27 / 100,00   | Novo  |
|                         | Outros                         | 28    | 3,55 / 100,00   |       |
| Votos Inválidos         | Votos Inválidos                | 67    | 8,49 / 100,00   | 5,56  |
| Total                   | Total                          | 790   | 100,00 / 100,00 |       |
| Eleitorado/Participação | Eleitorado/Participação        | 1 595 | 49,53 / 100,00  | 3,23  |

#### Aborim
| Partido                 | Partido                        | Votos | %               | +/-   |
| ----------------------- | ------------------------------ | ----- | --------------- | ----- |
|                         | Partido Social Democrata       | 110   | 34,48 / 100,00  | -     |
|                         | Partido Socialista             | 85    | 26,65 / 100,00  | 20,79 |
|                         | Coligação Democrática Unitária | 29    | 9,09 / 100,00   | 4,28  |
|                         | Bloco de Esquerda              | 28    | 8,78 / 100,00   | 6,54  |
|                         | Partido Popular                | 22    | 6,90 / 100,00   | -     |
|                         | PCTP/MRPP                      | 6     | 1,88 / 100,00   | 0,28  |
|                         | Movimento Esperança Portugal   | 4     | 1,25 / 100,00   | Novo  |
|                         | Movimento Mérito e Sociedade   | 4     | 1,25 / 100,00   | Novo  |
|                         | Outros                         | 7     | 2,20 / 100,00   |       |
| Votos Inválidos         | Votos Inválidos                | 24    | 7,52 / 100,00   | 5,28  |
| Total                   | Total                          | 319   | 100,00 / 100,00 |       |
| Eleitorado/Participação | Eleitorado/Participação        | 912   | 34,98 / 100,00  | 1,34  |

#### Adães
| Partido                 | Partido                        | Votos | %               | +/-   |
| ----------------------- | ------------------------------ | ----- | --------------- | ----- |
|                         | Partido Social Democrata       | 127   | 42,19 / 100,00  | -     |
|                         | Partido Socialista             | 71    | 23,59 / 100,00  | 19,27 |
|                         | Partido Popular                | 29    | 9,63 / 100,00   | -     |
|                         | Coligação Democrática Unitária | 22    | 7,31 / 100,00   | 3,93  |
|                         | Bloco de Esquerda              | 19    | 6,31 / 100,00   | 4,43  |
|                         | Movimento Esperança Portugal   | 4     | 1,33 / 100,00   | Novo  |
|                         | Movimento Mérito e Sociedade   | 4     | 1,33 / 100,00   | Novo  |
|                         | PCTP/MRPP                      | 3     | 1,00 / 100,00   | 0,13  |
|                         | Partido Humanista              | 3     | 1,00 / 100,00   | 1,00  |
|                         | Outros                         | 1     | 0,33 / 100,00   |       |
| Votos Inválidos         | Votos Inválidos                | 18    | 5,98 / 100,00   | 0,41  |
| Total                   | Total                          | 301   | 100,00 / 100,00 |       |
| Eleitorado/Participação | Eleitorado/Participação        | 669   | 44,99 / 100,00  | 2,90  |

#### Aguiar
| Partido                 | Partido                        | Votos | %               | +/-   |
| ----------------------- | ------------------------------ | ----- | --------------- | ----- |
|                         | Partido Social Democrata       | 111   | 53,88 / 100,00  | -     |
|                         | Partido Socialista             | 34    | 16,50 / 100,00  | 21,25 |
|                         | Bloco de Esquerda              | 16    | 7,77 / 100,00   | 7,28  |
|                         | Partido Popular                | 10    | 4,85 / 100,00   | -     |
|                         | Coligação Democrática Unitária | 9     | 4,37 / 100,00   | 3,88  |
|                         | Partido da Terra               | 5     | 2,43 / 100,00   | 1,94  |
|                         | PCTP/MRPP                      | 3     | 1,46 / 100,00   | 0,97  |
|                         | Outros                         | 4     | 1,95 / 100,00   |       |
| Votos Inválidos         | Votos Inválidos                | 14    | 6,80 / 100,00   | 4,35  |
| Total                   | Total                          | 206   | 100,00 / 100,00 |       |
| Eleitorado/Participação | Eleitorado/Participação        | 534   | 38,58 / 100,00  | 3,05  |

#### Airó
| Partido                 | Partido                        | Votos | %               | +/-   |
| ----------------------- | ------------------------------ | ----- | --------------- | ----- |
|                         | Partido Social Democrata       | 177   | 49,30 / 100,00  | -     |
|                         | Partido Socialista             | 69    | 19,22 / 100,00  | 22,87 |
|                         | Partido Popular                | 34    | 9,47 / 100,00   | -     |
|                         | Bloco de Esquerda              | 27    | 7,52 / 100,00   | 5,94  |
|                         | Coligação Democrática Unitária | 16    | 4,46 / 100,00   | 2,24  |
|                         | PCTP/MRPP                      | 4     | 1,11 / 100,00   | 0,16  |
|                         | Outros                         | 7     | 1,96 / 100,00   |       |
| Votos Inválidos         | Votos Inválidos                | 25    | 6,97 / 100,00   | 1,27  |
| Total                   | Total                          | 359   | 100,00 / 100,00 |       |
| Eleitorado/Participação | Eleitorado/Participação        | 856   | 41,94 / 100,00  | 1,89  |

#### Aldreu
| Partido                 | Partido                        | Votos | %               | +/-   |
| ----------------------- | ------------------------------ | ----- | --------------- | ----- |
|                         | Partido Social Democrata       | 114   | 47,90 / 100,00  | -     |
|                         | Partido Socialista             | 68    | 28,57 / 100,00  | 20,84 |
|                         | Bloco de Esquerda              | 12    | 5,04 / 100,00   | 4,25  |
|                         | Coligação Democrática Unitária | 10    | 4,20 / 100,00   | 2,62  |
|                         | Partido Popular                | 8     | 3,36 / 100,00   | -     |
|                         | Partido Popular Monárquico     | 4     | 1,68 / 100,00   | 0,10  |
|                         | Outros                         | 7     | 2,94 / 100,00   |       |
| Votos Inválidos         | Votos Inválidos                | 15    | 6,30 / 100,00   | 1,16  |
| Total                   | Total                          | 238   | 100,00 / 100,00 |       |
| Eleitorado/Participação | Eleitorado/Participação        | 767   | 31,03 / 100,00  | 3,35  |

#### Alheira
| Partido                 | Partido                        | Votos | %               | +/-  |
| ----------------------- | ------------------------------ | ----- | --------------- | ---- |
|                         | Partido Social Democrata       | 232   | 55,77 / 100,00  | -    |
|                         | Partido Socialista             | 87    | 20,91 / 100,00  | 8,82 |
|                         | Partido Popular                | 31    | 7,45 / 100,00   | -    |
|                         | Bloco de Esquerda              | 18    | 4,33 / 100,00   | 3,59 |
|                         | Coligação Democrática Unitária | 6     | 1,44 / 100,00   | 0,03 |
|                         | Movimento Esperança Portugal   | 5     | 1,20 / 100,00   | Novo |
|                         | Outros                         | 3     | 0,72 / 100,00   |      |
| Votos Inválidos         | Votos Inválidos                | 34    | 8,17 / 100,00   | 3,75 |
| Total                   | Total                          | 416   | 100,00 / 100,00 |      |
| Eleitorado/Participação | Eleitorado/Participação        | 1 202 | 34,61 / 100,00  | 5,93 |

#### Alvelos
| Partido                 | Partido                        | Votos | %               | +/-   |
| ----------------------- | ------------------------------ | ----- | --------------- | ----- |
|                         | Partido Social Democrata       | 346   | 42,30 / 100,00  | -     |
|                         | Partido Socialista             | 208   | 25,43 / 100,00  | 16,86 |
|                         | Partido Popular                | 81    | 9,90 / 100,00   | -     |
|                         | Bloco de Esquerda              | 61    | 7,46 / 100,00   | 4,46  |
|                         | Coligação Democrática Unitária | 36    | 4,40 / 100,00   | 2,49  |
|                         | PCTP/MRPP                      | 9     | 1,10 / 100,00   | 0,83  |
|                         | Outros                         | 21    | 2,56 / 100,00   |       |
| Votos Inválidos         | Votos Inválidos                | 56    | 6,85 / 100,00   | 3,71  |
| Total                   | Total                          | 818   | 100,00 / 100,00 |       |
| Eleitorado/Participação | Eleitorado/Participação        | 1 936 | 42,25 / 100,00  | 2,01  |

#### Alvito São Martinho
| Partido                 | Partido                        | Votos | %               | +/-   |
| ----------------------- | ------------------------------ | ----- | --------------- | ----- |
|                         | Partido Social Democrata       | 97    | 54,49 / 100,00  | -     |
|                         | Partido Socialista             | 20    | 11,24 / 100,00  | 9,69  |
|                         | Bloco de Esquerda              | 16    | 8,99 / 100,00   | 7,59  |
|                         | Partido Popular                | 14    | 7,87 / 100,00   | -     |
|                         | Coligação Democrática Unitária | 6     | 3,37 / 100,00   | 2,90  |
|                         | PCTP/MRPP                      | 4     | 2,25 / 100,00   | 1,32  |
|                         | Movimento Esperança Portugal   | 2     | 1,12 / 100,00   | Novo  |
|                         | Partido da Terra               | 2     | 1,12 / 100,00   | 0,65  |
|                         | Outros                         | 2     | 1,12 / 100,00   |       |
| Votos Inválidos         | Votos Inválidos                | 15    | 8,42 / 100,00   | 4,23  |
| Total                   | Total                          | 178   | 100,00 / 100,00 |       |
| Eleitorado/Participação | Eleitorado/Participação        | 383   | 46,48 / 100,00  | 16,76 |

#### Alvito São Pedro
| Partido                 | Partido                        | Votos | %               | +/-   |
| ----------------------- | ------------------------------ | ----- | --------------- | ----- |
|                         | Partido Social Democrata       | 97    | 42,73 / 100,00  | -     |
|                         | Partido Popular                | 28    | 12,33 / 100,00  | -     |
|                         | Bloco de Esquerda              | 26    | 11,45 / 100,00  | 8,32  |
|                         | Partido Socialista             | 20    | 8,81 / 100,00   | 26,61 |
|                         | Coligação Democrática Unitária | 14    | 6,17 / 100,00   | 4,09  |
|                         | Movimento Mérito e Sociedade   | 5     | 2,20 / 100,00   | Novo  |
|                         | Movimento Esperança Portugal   | 3     | 1,32 / 100,00   | Novo  |
|                         | Partido da Terra               | 3     | 1,32 / 100,00   | 0,28  |
|                         | Partido Nacional Renovador     | 3     | 1,32 / 100,00   | 1,32  |
|                         | Outros                         | 2     | 0,88 / 100,00   |       |
| Votos Inválidos         | Votos Inválidos                | 26    | 11,45 / 100,00  | 7,29  |
| Total                   | Total                          | 227   | 100,00 / 100,00 |       |
| Eleitorado/Participação | Eleitorado/Participação        | 504   | 45,04 / 100,00  | 0,90  |

#### Arcozelo
| Partido                 | Partido                        | Votos  | %               | +/-   |
| ----------------------- | ------------------------------ | ------ | --------------- | ----- |
|                         | Partido Socialista             | 1 341  | 33,48 / 100,00  | 23,35 |
|                         | Partido Social Democrata       | 928    | 23,17 / 100,00  | -     |
|                         | Bloco de Esquerda              | 618    | 15,43 / 100,00  | 9,89  |
|                         | Coligação Democrática Unitária | 383    | 9,56 / 100,00   | 2,59  |
|                         | Partido Popular                | 301    | 7,52 / 100,00   | -     |
|                         | PCTP/MRPP                      | 56     | 1,40 / 100,00   | 0,43  |
|                         | Movimento Esperança Portugal   | 49     | 1,22 / 100,00   | Novo  |
|                         | Outros                         | 82     | 2,04 / 100,00   |       |
| Votos Inválidos         | Votos Inválidos                | 247    | 6,16 / 100,00   | 3,17  |
| Total                   | Total                          | 4 005  | 100,00 / 100,00 |       |
| Eleitorado/Participação | Eleitorado/Participação        | 10 188 | 39,31 / 100,00  | 3,80  |

#### Areias
| Partido                 | Partido                        | Votos | %               | +/-  |
| ----------------------- | ------------------------------ | ----- | --------------- | ---- |
|                         | Partido Social Democrata       | 193   | 43,08 / 100,00  | -    |
|                         | Partido Socialista             | 111   | 24,78 / 100,00  | 8,21 |
|                         | Partido Popular                | 51    | 11,38 / 100,00  | -    |
|                         | Bloco de Esquerda              | 35    | 7,81 / 100,00   | 3,69 |
|                         | Coligação Democrática Unitária | 11    | 2,46 / 100,00   | 0,40 |
|                         | Outros                         | 15    | 3,36 / 100,00   |      |
| Votos Inválidos         | Votos Inválidos                | 32    | 7,14 / 100,00   | 0,18 |
| Total                   | Total                          | 448   | 100,00 / 100,00 |      |
| Eleitorado/Participação | Eleitorado/Participação        | 1 014 | 44,18 / 100,00  | 0,58 |

#### Areias de Vilar
| Partido                 | Partido                        | Votos | %               | +/-   |
| ----------------------- | ------------------------------ | ----- | --------------- | ----- |
|                         | Partido Social Democrata       | 229   | 47,91 / 100,00  | -     |
|                         | Partido Socialista             | 91    | 19,04 / 100,00  | 17,21 |
|                         | Partido Popular                | 46    | 9,62 / 100,00   | -     |
|                         | Coligação Democrática Unitária | 34    | 7,11 / 100,00   | 2,53  |
|                         | Bloco de Esquerda              | 27    | 5,65 / 100,00   | 2,86  |
|                         | Movimento Esperança Portugal   | 6     | 1,26 / 100,00   | Novo  |
|                         | PCTP/MRPP                      | 6     | 1,26 / 100,00   | 0,86  |
|                         | Outros                         | 9     | 1,89 / 100,00   |       |
| Votos Inválidos         | Votos Inválidos                | 30    | 6,27 / 100,00   | 3,68  |
| Total                   | Total                          | 478   | 100,00 / 100,00 |       |
| Eleitorado/Participação | Eleitorado/Participação        | 1 208 | 39,57 / 100,00  | 8,47  |

#### Balugães
| Partido                 | Partido                        | Votos | %               | +/-   |
| ----------------------- | ------------------------------ | ----- | --------------- | ----- |
|                         | Partido Social Democrata       | 188   | 56,12 / 100,00  | -     |
|                         | Partido Socialista             | 56    | 16,72 / 100,00  | 13,46 |
|                         | Partido Popular                | 29    | 8,66 / 100,00   | -     |
|                         | Bloco de Esquerda              | 15    | 4,48 / 100,00   | 2,70  |
|                         | Coligação Democrática Unitária | 12    | 3,58 / 100,00   | 2,69  |
|                         | Outros                         | 8     | 2,40 / 100,00   |       |
| Votos Inválidos         | Votos Inválidos                | 27    | 8,06 / 100,00   | 4,22  |
| Total                   | Total                          | 335   | 100,00 / 100,00 |       |
| Eleitorado/Participação | Eleitorado/Participação        | 824   | 40,66 / 100,00  | 1,07  |

#### Barcelinhos
| Partido                 | Partido                        | Votos | %               | +/-   |
| ----------------------- | ------------------------------ | ----- | --------------- | ----- |
|                         | Partido Socialista             | 252   | 29,79 / 100,00  | 19,86 |
|                         | Partido Social Democrata       | 237   | 28,01 / 100,00  | -     |
|                         | Bloco de Esquerda              | 102   | 12,06 / 100,00  | 7,10  |
|                         | Partido Popular                | 79    | 9,34 / 100,00   | -     |
|                         | Coligação Democrática Unitária | 74    | 8,75 / 100,00   | 1,42  |
|                         | Movimento Esperança Portugal   | 15    | 1,77 / 100,00   | Novo  |
|                         | Outros                         | 28    | 3,31 / 100,00   |       |
| Votos Inválidos         | Votos Inválidos                | 59    | 6,97 / 100,00   | 3,54  |
| Total                   | Total                          | 846   | 100,00 / 100,00 |       |
| Eleitorado/Participação | Eleitorado/Participação        | 1 692 | 50,00 / 100,00  | 0,24  |

#### Barcelos
| Partido                 | Partido                        | Votos | %               | +/-   |
| ----------------------- | ------------------------------ | ----- | --------------- | ----- |
|                         | Partido Social Democrata       | 717   | 30,33 / 100,00  | -     |
|                         | Partido Socialista             | 599   | 25,34 / 100,00  | 20,26 |
|                         | Bloco de Esquerda              | 358   | 15,14 / 100,00  | 9,04  |
|                         | Partido Popular                | 229   | 9,69 / 100,00   | -     |
|                         | Coligação Democrática Unitária | 200   | 8,46 / 100,00   | 1,39  |
|                         | Movimento Esperança Portugal   | 52    | 2,20 / 100,00   | Novo  |
|                         | Outros                         | 60    | 2,53 / 100,00   |       |
| Votos Inválidos         | Votos Inválidos                | 149   | 6,30 / 100,00   | 2,63  |
| Total                   | Total                          | 2 364 | 100,00 / 100,00 |       |
| Eleitorado/Participação | Eleitorado/Participação        | 4 740 | 49,87 / 100,00  | 1,84  |

#### Barqueiros
| Partido                 | Partido                        | Votos | %               | +/-   |
| ----------------------- | ------------------------------ | ----- | --------------- | ----- |
|                         | Partido Social Democrata       | 227   | 40,39 / 100,00  | -     |
|                         | Partido Socialista             | 200   | 35,59 / 100,00  | 12,44 |
|                         | Partido Popular                | 52    | 9,25 / 100,00   | -     |
|                         | Bloco de Esquerda              | 24    | 4,27 / 100,00   | 3,55  |
|                         | Coligação Democrática Unitária | 17    | 3,02 / 100,00   | 0,87  |
|                         | Outros                         | 15    | 2,68 / 100,00   |       |
| Votos Inválidos         | Votos Inválidos                | 27    | 4,81 / 100,00   | 0,87  |
| Total                   | Total                          | 562   | 100,00 / 100,00 |       |
| Eleitorado/Participação | Eleitorado/Participação        | 1 767 | 31,81 / 100,00  | 3,42  |

#### Bastuço Santo Estêvão
| Partido                 | Partido                        | Votos | %               | +/-   |
| ----------------------- | ------------------------------ | ----- | --------------- | ----- |
|                         | Partido Social Democrata       | 125   | 60,10 / 100,00  | -     |
|                         | Partido Socialista             | 50    | 24,04 / 100,00  | 4,09  |
|                         | Partido Popular                | 11    | 5,29 / 100,00   | -     |
|                         | Bloco de Esquerda              | 10    | 4,81 / 100,00   | 2,93  |
|                         | Coligação Democrática Unitária | 3     | 1,44 / 100,00   | 3,56  |
|                         | Outros                         | 3     | 1,44 / 100,00   |       |
| Votos Inválidos         | Votos Inválidos                | 6     | 2,88 / 100,00   | 1,00  |
| Total                   | Total                          | 208   | 100,00 / 100,00 |       |
| Eleitorado/Participação | Eleitorado/Participação        | 585   | 35,56 / 100,00  | 10,36 |

#### Bastuço São João
| Partido                 | Partido                        | Votos | %               | +/-   |
| ----------------------- | ------------------------------ | ----- | --------------- | ----- |
|                         | Partido Social Democrata       | 125   | 60,10 / 100,00  | -     |
|                         | Partido Socialista             | 50    | 24,04 / 100,00  | 16,39 |
|                         | Partido Popular                | 11    | 5,29 / 100,00   | -     |
|                         | Bloco de Esquerda              | 10    | 4,81 / 100,00   | 4,81  |
|                         | Coligação Democrática Unitária | 3     | 1,44 / 100,00   | 0,16  |
|                         | Outros                         | 3     | 1,44 / 100,00   |       |
| Votos Inválidos         | Votos Inválidos                | 6     | 2,88 / 100,00   | 0,10  |
| Total                   | Total                          | 208   | 100,00 / 100,00 |       |
| Eleitorado/Participação | Eleitorado/Participação        | 477   | 43,61 / 100,00  | 0,09  |

#### Cambeses
| Partido                 | Partido                        | Votos | %               | +/-   |
| ----------------------- | ------------------------------ | ----- | --------------- | ----- |
|                         | Partido Socialista             | 197   | 39,40 / 100,00  | 22,07 |
|                         | Partido Social Democrata       | 158   | 31,60 / 100,00  | -     |
|                         | Coligação Democrática Unitária | 35    | 7,00 / 100,00   | 0,94  |
|                         | Partido Popular                | 35    | 7,00 / 100,00   | -     |
|                         | Bloco de Esquerda              | 27    | 5,40 / 100,00   | 4,12  |
|                         | Movimento Esperança Portugal   | 5     | 1,00 / 100,00   | Novo  |
|                         | Outros                         | 11    | 2,20 / 100,00   |       |
| Votos Inválidos         | Votos Inválidos                | 32    | 6,40 / 100,00   | 2,55  |
| Total                   | Total                          | 500   | 100,00 / 100,00 |       |
| Eleitorado/Participação | Eleitorado/Participação        | 1 209 | 41,36 / 100,00  | 8,46  |

#### Campo
| Partido                 | Partido                        | Votos | %               | +/-   |
| ----------------------- | ------------------------------ | ----- | --------------- | ----- |
|                         | Partido Social Democrata       | 211   | 54,10 / 100,00  | -     |
|                         | Partido Socialista             | 72    | 18,46 / 100,00  | 12,93 |
|                         | Partido Popular                | 40    | 10,26 / 100,00  | -     |
|                         | Bloco de Esquerda              | 17    | 4,36 / 100,00   | 3,91  |
|                         | Coligação Democrática Unitária | 6     | 1,54 / 100,00   | 0,19  |
|                         | Movimento Mérito e Sociedade   | 5     | 1,28 / 100,00   | Novo  |
|                         | Partido Humanista              | 4     | 1,03 / 100,00   | 1,21  |
|                         | Outros                         | 3     | 0,77 / 100,00   |       |
| Votos Inválidos         | Votos Inválidos                | 32    | 8,20 / 100,00   | 3,94  |
| Total                   | Total                          | 390   | 100,00 / 100,00 |       |
| Eleitorado/Participação | Eleitorado/Participação        | 954   | 40,88 / 100,00  | 10,86 |

#### Carapeços
| Partido                 | Partido                        | Votos | %               | +/-  |
| ----------------------- | ------------------------------ | ----- | --------------- | ---- |
|                         | Partido Social Democrata       | 363   | 51,13 / 100,00  | -    |
|                         | Partido Socialista             | 146   | 20,56 / 100,00  | 9,00 |
|                         | Partido Popular                | 49    | 6,90 / 100,00   | -    |
|                         | Bloco de Esquerda              | 39    | 5,49 / 100,00   | 3,87 |
|                         | Coligação Democrática Unitária | 34    | 4,79 / 100,00   | 2,21 |
|                         | Movimento Esperança Portugal   | 8     | 1,13 / 100,00   | Novo |
|                         | Outros                         | 23    | 3,23 / 100,00   |      |
| Votos Inválidos         | Votos Inválidos                | 48    | 6,76 / 100,00   | 4,66 |
| Total                   | Total                          | 710   | 100,00 / 100,00 |      |
| Eleitorado/Participação | Eleitorado/Participação        | 1 869 | 37,99 / 100,00  | 0,79 |

#### Carreira
| Partido                 | Partido                        | Votos | %               | +/-   |
| ----------------------- | ------------------------------ | ----- | --------------- | ----- |
|                         | Partido Social Democrata       | 235   | 43,60 / 100,00  | -     |
|                         | Partido Socialista             | 149   | 27,64 / 100,00  | 16,28 |
|                         | Partido Popular                | 50    | 9,28 / 100,00   | -     |
|                         | Coligação Democrática Unitária | 35    | 6,49 / 100,00   | 3,55  |
|                         | Bloco de Esquerda              | 25    | 4,64 / 100,00   | 3,86  |
|                         | PCTP/MRPP                      | 9     | 1,67 / 100,00   | 1,47  |
|                         | Outros                         | 10    | 1,87 / 100,00   |       |
| Votos Inválidos         | Votos Inválidos                | 26    | 4,83 / 100,00   | 1,69  |
| Total                   | Total                          | 539   | 100,00 / 100,00 |       |
| Eleitorado/Participação | Eleitorado/Participação        | 1 347 | 40,01 / 100,00  | 9,89  |

#### Carvalhal
| Partido                 | Partido                        | Votos | %               | +/-   |
| ----------------------- | ------------------------------ | ----- | --------------- | ----- |
|                         | Partido Social Democrata       | 309   | 44,14 / 100,00  | -     |
|                         | Partido Socialista             | 153   | 21,86 / 100,00  | 18,66 |
|                         | Partido Popular                | 88    | 12,57 / 100,00  | -     |
|                         | Bloco de Esquerda              | 38    | 5,43 / 100,00   | 3,61  |
|                         | Coligação Democrática Unitária | 32    | 4,57 / 100,00   | 1,38  |
|                         | Movimento Esperança Portugal   | 10    | 1,43 / 100,00   | Novo  |
|                         | Outros                         | 18    | 2,56 / 100,00   |       |
| Votos Inválidos         | Votos Inválidos                | 52    | 7,43 / 100,00   | 5,00  |
| Total                   | Total                          | 700   | 100,00 / 100,00 |       |
| Eleitorado/Participação | Eleitorado/Participação        | 1 366 | 51,24 / 100,00  | 0,27  |

#### Carvalhas
| Partido                 | Partido                        | Votos | %               | +/-   |
| ----------------------- | ------------------------------ | ----- | --------------- | ----- |
|                         | Partido Social Democrata       | 171   | 65,77 / 100,00  | -     |
|                         | Partido Socialista             | 39    | 15,00 / 100,00  | 19,27 |
|                         | Partido Popular                | 19    | 7,31 / 100,00   | -     |
|                         | Coligação Democrática Unitária | 13    | 4,62 / 100,00   | 2,17  |
|                         | Bloco de Esquerda              | 6     | 2,31 / 100,00   | 0,84  |
|                         | Outros                         | 5     | 1,91 / 100,00   |       |
| Votos Inválidos         | Votos Inválidos                | 8     | 3,08 / 100,00   | 0,28  |
| Total                   | Total                          | 260   | 100,00 / 100,00 |       |
| Eleitorado/Participação | Eleitorado/Participação        | 731   | 35,57 / 100,00  | 7,83  |

#### Chavão
| Partido                 | Partido                        | Votos | %               | +/-  |
| ----------------------- | ------------------------------ | ----- | --------------- | ---- |
|                         | Partido Social Democrata       | 177   | 62,54 / 100,00  | -    |
|                         | Partido Socialista             | 43    | 15,19 / 100,00  | 8,18 |
|                         | Partido Popular                | 21    | 7,42 / 100,00   | -    |
|                         | Bloco de Esquerda              | 10    | 3,53 / 100,00   | 3,53 |
|                         | Coligação Democrática Unitária | 7     | 2,47 / 100,00   | 0,75 |
|                         | Partido da Terra               | 6     | 2,12 / 100,00   | 2,12 |
|                         | Movimento Esperança Portugal   | 3     | 1,06 / 100,00   | Novo |
|                         | Outros                         | 3     | 1,05 / 100,00   |      |
| Votos Inválidos         | Votos Inválidos                | 13    | 4,60 / 100,00   | 0,82 |
| Total                   | Total                          | 283   | 100,00 / 100,00 |      |
| Eleitorado/Participação | Eleitorado/Participação        | 628   | 45,06 / 100,00  | 4,43 |

#### Chorente
| Partido                 | Partido                        | Votos | %               | +/-   |
| ----------------------- | ------------------------------ | ----- | --------------- | ----- |
|                         | Partido Social Democrata       | 235   | 65,83 / 100,00  | -     |
|                         | Partido Socialista             | 61    | 17,09 / 100,00  | 10,09 |
|                         | Partido Popular                | 32    | 8,96 / 100,00   | -     |
|                         | Coligação Democrática Unitária | 6     | 1,68 / 100,00   | 1,02  |
|                         | Outros                         | 10    | 2,80 / 100,00   |       |
| Votos Inválidos         | Votos Inválidos                | 13    | 3,64 / 100,00   | 0,73  |
| Total                   | Total                          | 357   | 100,00 / 100,00 |       |
| Eleitorado/Participação | Eleitorado/Participação        | 672   | 53,13 / 100,00  | 1,89  |

#### Cossourado
| Partido                 | Partido                        | Votos | %               | +/-  |
| ----------------------- | ------------------------------ | ----- | --------------- | ---- |
|                         | Partido Social Democrata       | 149   | 48,53 / 100,00  | -    |
|                         | Partido Socialista             | 70    | 22,80 / 100,00  | 7,80 |
|                         | Partido Popular                | 52    | 16,94 / 100,00  | -    |
|                         | Coligação Democrática Unitária | 6     | 1,95 / 100,00   | 1,32 |
|                         | Bloco de Esquerda              | 4     | 1,30 / 100,00   | 0,91 |
|                         | Outros                         | 11    | 3,60 / 100,00   |      |
| Votos Inválidos         | Votos Inválidos                | 15    | 4,88 / 100,00   | 1,09 |
| Total                   | Total                          | 307   | 100,00 / 100,00 |      |
| Eleitorado/Participação | Eleitorado/Participação        | 865   | 35,49 / 100,00  | 4,69 |

#### Courel
| Partido                 | Partido                      | Votos | %               | +/-   |
| ----------------------- | ---------------------------- | ----- | --------------- | ----- |
|                         | Partido Social Democrata     | 166   | 66,40 / 100,00  | -     |
|                         | Partido Popular              | 26    | 10,40 / 100,00  | -     |
|                         | Partido Socialista           | 13    | 5,20 / 100,00   | 10,62 |
|                         | Bloco de Esquerda            | 12    | 4,80 / 100,00   | 3,78  |
|                         | Movimento Esperança Portugal | 3     | 1,20 / 100,00   | Novo  |
|                         | Partido da Terra             | 3     | 1,20 / 100,00   | 0,18  |
|                         | Outros                       | 4     | 1,60 / 100,00   |       |
| Votos Inválidos         | Votos Inválidos              | 23    | 9,20 / 100,00   | 5,63  |
| Total                   | Total                        | 250   | 100,00 / 100,00 |       |
| Eleitorado/Participação | Eleitorado/Participação      | 469   | 53,30 / 100,00  | 6,52  |

#### Couto
| Partido                 | Partido                        | Votos | %               | +/-   |
| ----------------------- | ------------------------------ | ----- | --------------- | ----- |
|                         | Partido Social Democrata       | 61    | 50,00 / 100,00  | -     |
|                         | Partido Popular                | 20    | 16,39 / 100,00  | -     |
|                         | Partido Socialista             | 13    | 10,66 / 100,00  | 12,10 |
|                         | Bloco de Esquerda              | 6     | 4,92 / 100,00   | 4,23  |
|                         | Partido Humanista              | 4     | 3,28 / 100,00   | 3,28  |
|                         | Coligação Democrática Unitária | 2     | 1,64 / 100,00   | 1,12  |
|                         | Movimento Mérito e Sociedade   | 2     | 1,64 / 100,00   | Novo  |
|                         | Partido Popular Monárquico     | 2     | 1,64 / 100,00   | 0,26  |
|                         | Outros                         | 2     | 1,64 / 100,00   |       |
| Votos Inválidos         | Votos Inválidos                | 10    | 8,20 / 100,00   | 5,44  |
| Total                   | Total                          | 122   | 100,00 / 100,00 |       |
| Eleitorado/Participação | Eleitorado/Participação        | 308   | 39,61 / 100,00  | 9,54  |

#### Creixomil
| Partido                 | Partido                      | Votos | %               | +/-   |
| ----------------------- | ---------------------------- | ----- | --------------- | ----- |
|                         | Partido Social Democrata     | 141   | 41,96 / 100,00  | -     |
|                         | Partido Socialista           | 64    | 19,05 / 100,00  | 21,01 |
|                         | Partido Popular              | 59    | 17,56 / 100,00  | -     |
|                         | Bloco de Esquerda            | 17    | 5,06 / 100,00   | 4,46  |
|                         | Partido Nacional Renovador   | 9     | 2,68 / 100,00   | 2,38  |
|                         | Movimento Esperança Portugal | 7     | 2,08 / 100,00   | Novo  |
|                         | Outros                       | 9     | 2,69 / 100,00   |       |
| Votos Inválidos         | Votos Inválidos              | 30    | 8,93 / 100,00   | 5,92  |
| Total                   | Total                        | 336   | 100,00 / 100,00 |       |
| Eleitorado/Participação | Eleitorado/Participação      | 759   | 44,27 / 100,00  | 3,23  |

#### Cristelo
| Partido                 | Partido                        | Votos | %               | +/-   |
| ----------------------- | ------------------------------ | ----- | --------------- | ----- |
|                         | Partido Social Democrata       | 297   | 50,60 / 100,00  | -     |
|                         | Partido Popular                | 101   | 17,21 / 100,00  | -     |
|                         | Partido Socialista             | 95    | 16,18 / 100,00  | 15,73 |
|                         | Bloco de Esquerda              | 35    | 5,96 / 100,00   | 3,64  |
|                         | Coligação Democrática Unitária | 11    | 1,87 / 100,00   | 1,16  |
|                         | Movimento Esperança Portugal   | 10    | 1,70 / 100,00   | Novo  |
|                         | Outros                         | 11    | 1,87 / 100,00   |       |
| Votos Inválidos         | Votos Inválidos                | 27    | 4,60 / 100,00   | 1,75  |
| Total                   | Total                          | 587   | 100,00 / 100,00 |       |
| Eleitorado/Participação | Eleitorado/Participação        | 1 760 | 33,35 / 100,00  | 3,90  |

#### Durrães
| Partido                 | Partido                  | Votos | %               | +/-   |
| ----------------------- | ------------------------ | ----- | --------------- | ----- |
|                         | Partido Social Democrata | 213   | 60,68 / 100,00  | -     |
|                         | Partido Popular          | 40    | 11,40 / 100,00  | -     |
|                         | Partido Socialista       | 37    | 10,54 / 100,00  | 10,66 |
|                         | Bloco de Esquerda        | 19    | 5,41 / 100,00   | 3,19  |
|                         | Outros                   | 13    | 3,67 / 100,00   |       |
| Votos Inválidos         | Votos Inválidos          | 29    | 8,26 / 100,00   | 3,19  |
| Total                   | Total                    | 351   | 100,00 / 100,00 |       |
| Eleitorado/Participação | Eleitorado/Participação  | 721   | 48,68 / 100,00  | 3,86  |

#### Encourados
| Partido                 | Partido                        | Votos | %               | +/-  |
| ----------------------- | ------------------------------ | ----- | --------------- | ---- |
|                         | Partido Social Democrata       | 131   | 63,90 / 100,00  | -    |
|                         | Partido Popular                | 29    | 14,15 / 100,00  | -    |
|                         | Partido Socialista             | 20    | 9,76 / 100,00   | 9,45 |
|                         | Bloco de Esquerda              | 7     | 3,41 / 100,00   | 2,85 |
|                         | Coligação Democrática Unitária | 5     | 2,44 / 100,00   | 2,64 |
|                         | Outros                         | 6     | 2,94 / 100,00   |      |
| Votos Inválidos         | Votos Inválidos                | 7     | 3,42 / 100,00   | 0,53 |
| Total                   | Total                          | 205   | 100,00 / 100,00 |      |
| Eleitorado/Participação | Eleitorado/Participação        | 490   | 41,84 / 100,00  | 3,94 |

#### Faria
| Partido                 | Partido                        | Votos | %               | +/-   |
| ----------------------- | ------------------------------ | ----- | --------------- | ----- |
|                         | Partido Social Democrata       | 128   | 56,89 / 100,00  | -     |
|                         | Partido Socialista             | 50    | 22,22 / 100,00  | 13,23 |
|                         | Partido Popular                | 18    | 8,00 / 100,00   | -     |
|                         | Bloco de Esquerda              | 7     | 3,11 / 100,00   | 2,20  |
|                         | Coligação Democrática Unitária | 7     | 3,11 / 100,00   | 0,84  |
|                         | Outros                         | 4     | 1,76 / 100,00   |       |
| Votos Inválidos         | Votos Inválidos                | 11    | 4,89 / 100,00   | 2,62  |
| Total                   | Total                          | 225   | 100,00 / 100,00 |       |
| Eleitorado/Participação | Eleitorado/Participação        | 521   | 43,19 / 100,00  | 3,13  |

#### Feitos
| Partido                 | Partido                        | Votos | %               | +/-   |
| ----------------------- | ------------------------------ | ----- | --------------- | ----- |
|                         | Partido Social Democrata       | 75    | 41,67 / 100,00  | -     |
|                         | Partido Socialista             | 53    | 29,44 / 100,00  | 13,88 |
|                         | Partido Popular                | 19    | 10,56 / 100,00  | -     |
|                         | Bloco de Esquerda              | 9     | 5,00 / 100,00   | 3,62  |
|                         | Coligação Democrática Unitária | 4     | 2,22 / 100,00   | 0,08  |
|                         | Movimento Esperança Portugal   | 2     | 1,11 / 100,00   | Novo  |
|                         | Partido Humanista              | 2     | 1,11 / 100,00   | 0,73  |
|                         | Outros                         | 2     | 1,12 / 100,00   |       |
| Votos Inválidos         | Votos Inválidos                | 14    | 7,78 / 100,00   | 5,02  |
| Total                   | Total                          | 180   | 100,00 / 100,00 |       |
| Eleitorado/Participação | Eleitorado/Participação        | 461   | 39,05 / 100,00  | 10,84 |

#### Fonte Coberta
| Partido                 | Partido                        | Votos | %               | +/-   |
| ----------------------- | ------------------------------ | ----- | --------------- | ----- |
|                         | Partido Social Democrata       | 92    | 38,17 / 100,00  | -     |
|                         | Partido Socialista             | 72    | 29,88 / 100,00  | 19,10 |
|                         | Partido Popular                | 21    | 8,71 / 100,00   | -     |
|                         | Coligação Democrática Unitária | 17    | 7,05 / 100,00   | 4,19  |
|                         | Bloco de Esquerda              | 13    | 5,39 / 100,00   | 3,76  |
|                         | Movimento Esperança Portugal   | 4     | 1,66 / 100,00   | Novo  |
|                         | Outros                         | 4     | 1,64 / 100,00   |       |
| Votos Inválidos         | Votos Inválidos                | 18    | 7,46 / 100,00   | 3,79  |
| Total                   | Total                          | 241   | 100,00 / 100,00 |       |
| Eleitorado/Participação | Eleitorado/Participação        | 539   | 44,71 / 100,00  | 4,39  |

#### Fornelos
| Partido                 | Partido                        | Votos | %               | +/-  |
| ----------------------- | ------------------------------ | ----- | --------------- | ---- |
|                         | Partido Social Democrata       | 132   | 52,38 / 100,00  | -    |
|                         | Partido Popular                | 65    | 25,79 / 100,00  | -    |
|                         | Partido Socialista             | 28    | 11,11 / 100,00  | 8,48 |
|                         | Bloco de Esquerda              | 5     | 1,98 / 100,00   | 1,57 |
|                         | Coligação Democrática Unitária | 4     | 1,59 / 100,00   | 1,18 |
|                         | Outros                         | 7     | 2,78 / 100,00   |      |
| Votos Inválidos         | Votos Inválidos                | 11    | 4,36 / 100,00   | 1,10 |
| Total                   | Total                          | 252   | 100,00 / 100,00 |      |
| Eleitorado/Participação | Eleitorado/Participação        | 692   | 36,42 / 100,00  | 4,41 |

#### Fragoso
| Partido                 | Partido                        | Votos | %               | +/-   |
| ----------------------- | ------------------------------ | ----- | --------------- | ----- |
|                         | Partido Social Democrata       | 374   | 51,16 / 100,00  | -     |
|                         | Partido Socialista             | 135   | 18,47 / 100,00  | 15,03 |
|                         | Partido Popular                | 74    | 10,12 / 100,00  | -     |
|                         | Bloco de Esquerda              | 48    | 6,57 / 100,00   | 6,06  |
|                         | Coligação Democrática Unitária | 16    | 2,19 / 100,00   | 0,66  |
|                         | PCTP/MRPP                      | 11    | 1,50 / 100,00   | 0,60  |
|                         | Partido Popular Monárquico     | 8     | 1,09 / 100,00   | 0,32  |
|                         | Outros                         | 16    | 2,19 / 100,00   |       |
| Votos Inválidos         | Votos Inválidos                | 49    | 6,70 / 100,00   | 2,48  |
| Total                   | Total                          | 731   | 100,00 / 100,00 |       |
| Eleitorado/Participação | Eleitorado/Participação        | 1 859 | 39,32 / 100,00  | 8,16  |

#### Galegos Santa Maria
| Partido                 | Partido                        | Votos | %               | +/-   |
| ----------------------- | ------------------------------ | ----- | --------------- | ----- |
|                         | Partido Social Democrata       | 651   | 55,17 / 100,00  | -     |
|                         | Partido Socialista             | 188   | 15,93 / 100,00  | 13,15 |
|                         | Partido Popular                | 96    | 8,14 / 100,00   | -     |
|                         | Bloco de Esquerda              | 92    | 7,80 / 100,00   | 5,87  |
|                         | Coligação Democrática Unitária | 39    | 3,31 / 100,00   | 2,30  |
|                         | Movimento Esperança Portugal   | 16    | 1,36 / 100,00   | Novo  |
|                         | Outros                         | 33    | 2,79 / 100,00   |       |
| Votos Inválidos         | Votos Inválidos                | 65    | 5,51 / 100,00   | 2,40  |
| Total                   | Total                          | 1 180 | 100,00 / 100,00 |       |
| Eleitorado/Participação | Eleitorado/Participação        | 2 528 | 46,68 / 100,00  | 6,90  |

#### Galegos São Martinho
| Partido                 | Partido                        | Votos | %               | +/-   |
| ----------------------- | ------------------------------ | ----- | --------------- | ----- |
|                         | Partido Social Democrata       | 348   | 51,03 / 100,00  | -     |
|                         | Partido Socialista             | 124   | 18,18 / 100,00  | 10,55 |
|                         | Bloco de Esquerda              | 60    | 8,80 / 100,00   | 6,80  |
|                         | Partido Popular                | 59    | 8,65 / 100,00   | -     |
|                         | Coligação Democrática Unitária | 15    | 2,20 / 100,00   | 0,93  |
|                         | Movimento Esperança Portugal   | 14    | 2,05 / 100,00   | Novo  |
|                         | PCTP/MRPP                      | 7     | 1,03 / 100,00   | 0,30  |
|                         | Outros                         | 15    | 2,20 / 100,00   |       |
| Votos Inválidos         | Votos Inválidos                | 40    | 5,87 / 100,00   | 1,33  |
| Total                   | Total                          | 682   | 100,00 / 100,00 |       |
| Eleitorado/Participação | Eleitorado/Participação        | 1 795 | 37,99 / 100,00  | 1,49  |

#### Gamil
| Partido                 | Partido                        | Votos | %               | +/-   |
| ----------------------- | ------------------------------ | ----- | --------------- | ----- |
|                         | Partido Social Democrata       | 169   | 47,34 / 100,00  | -     |
|                         | Partido Socialista             | 76    | 21,29 / 100,00  | 11,18 |
|                         | Bloco de Esquerda              | 35    | 9,80 / 100,00   | 7,53  |
|                         | Partido Popular                | 28    | 7,84 / 100,00   | -     |
|                         | Coligação Democrática Unitária | 18    | 5,04 / 100,00   | 3,09  |
|                         | Movimento Esperança Portugal   | 5     | 1,40 / 100,00   | Novo  |
|                         | Outros                         | 10    | 2,80 / 100,00   |       |
| Votos Inválidos         | Votos Inválidos                | 16    | 4,48 / 100,00   | 0,26  |
| Total                   | Total                          | 357   | 100,00 / 100,00 |       |
| Eleitorado/Participação | Eleitorado/Participação        | 695   | 51,37 / 100,00  | 0,54  |

#### Gilmonde
| Partido                 | Partido                        | Votos | %               | +/-   |
| ----------------------- | ------------------------------ | ----- | --------------- | ----- |
|                         | Partido Social Democrata       | 334   | 55,48 / 100,00  | -     |
|                         | Partido Socialista             | 117   | 19,44 / 100,00  | 14,38 |
|                         | Partido Popular                | 43    | 7,14 / 100,00   | -     |
|                         | Bloco de Esquerda              | 27    | 4,49 / 100,00   | 3,41  |
|                         | Movimento Esperança Portugal   | 15    | 2,49 / 100,00   | Novo  |
|                         | Coligação Democrática Unitária | 9     | 1,50 / 100,00   | 0,23  |
|                         | Partido da Terra               | 7     | 1,16 / 100,00   | 1,16  |
|                         | Outros                         | 9     | 1,49 / 100,00   |       |
| Votos Inválidos         | Votos Inválidos                | 41    | 6,81 / 100,00   | 1,02  |
| Total                   | Total                          | 602   | 100,00 / 100,00 |       |
| Eleitorado/Participação | Eleitorado/Participação        | 1 341 | 44,89 / 100,00  | 3,03  |

#### Goios
| Partido                 | Partido                        | Votos | %               | +/-  |
| ----------------------- | ------------------------------ | ----- | --------------- | ---- |
|                         | Partido Social Democrata       | 105   | 50,00 / 100,00  | -    |
|                         | Partido Popular                | 42    | 20,00 / 100,00  | -    |
|                         | Partido Socialista             | 40    | 19,05 / 100,00  | 9,59 |
|                         | Coligação Democrática Unitária | 5     | 2,38 / 100,00   | 2,38 |
|                         | Bloco de Esquerda              | 4     | 1,90 / 100,00   | 0,44 |
|                         | Movimento Esperança Portugal   | 3     | 1,43 / 100,00   | Novo |
|                         | Outros                         | 1     | 0,48 / 100,00   |      |
| Votos Inválidos         | Votos Inválidos                | 10    | 4,76 / 100,00   | 0,39 |
| Total                   | Total                          | 210   | 100,00 / 100,00 |      |
| Eleitorado/Participação | Eleitorado/Participação        | 472   | 44,49 / 100,00  | 0,10 |

#### Grimancelos
| Partido                 | Partido                      | Votos | %               | +/-   |
| ----------------------- | ---------------------------- | ----- | --------------- | ----- |
|                         | Partido Social Democrata     | 142   | 53,58 / 100,00  | -     |
|                         | Partido Socialista           | 71    | 26,79 / 100,00  | 13,90 |
|                         | Bloco de Esquerda            | 18    | 6,79 / 100,00   | 4,58  |
|                         | Partido Popular              | 17    | 6,42 / 100,00   | -     |
|                         | Movimento Esperança Portugal | 4     | 1,51 / 100,00   | Novo  |
|                         | Outros                       | 7     | 2,64 / 100,00   |       |
| Votos Inválidos         | Votos Inválidos              | 6     | 2,27 / 100,00   | 0,06  |
| Total                   | Total                        | 265   | 100,00 / 100,00 |       |
| Eleitorado/Participação | Eleitorado/Participação      | 773   | 34,28 / 100,00  | 8,27  |

#### Gueral
| Partido                 | Partido                        | Votos | %               | +/-   |
| ----------------------- | ------------------------------ | ----- | --------------- | ----- |
|                         | Partido Social Democrata       | 117   | 60,62 / 100,00  | -     |
|                         | Partido Popular                | 30    | 15,54 / 100,00  | -     |
|                         | Partido Socialista             | 22    | 11,40 / 100,00  | 7,59  |
|                         | Bloco de Esquerda              | 9     | 4,66 / 100,00   | 0,40  |
|                         | Coligação Democrática Unitária | 4     | 2,07 / 100,00   | 1,65  |
|                         | Movimento Esperança Portugal   | 2     | 1,04 / 100,00   | Novo  |
|                         | Partido Popular Monárquico     | 2     | 1,04 / 100,00   | 0,62  |
|                         | Outros                         | 2     | 1,04 / 100,00   |       |
| Votos Inválidos         | Votos Inválidos                | 5     | 2,59 / 100,00   | 1,63  |
| Total                   | Total                          | 193   | 100,00 / 100,00 |       |
| Eleitorado/Participação | Eleitorado/Participação        | 401   | 48,13 / 100,00  | 10,97 |

#### Igreja Nova
| Partido                 | Partido                        | Votos | %               | +/-   |
| ----------------------- | ------------------------------ | ----- | --------------- | ----- |
|                         | Partido Social Democrata       | 132   | 69,11 / 100,00  | -     |
|                         | Partido Socialista             | 29    | 15,18 / 100,00  | 8,35  |
|                         | Bloco de Esquerda              | 5     | 2,62 / 100,00   | 1,64  |
|                         | Partido Popular                | 4     | 2,09 / 100,00   | -     |
|                         | Coligação Democrática Unitária | 2     | 1,05 / 100,00   | 1,05  |
|                         | Partido Nacional Renovador     | 2     | 1,05 / 100,00   | 1,05  |
|                         | Outros                         | 4     | 2,08 / 100,00   |       |
| Votos Inválidos         | Votos Inválidos                | 13    | 6,80 / 100,00   | 4,35  |
| Total                   | Total                          | 191   | 100,00 / 100,00 |       |
| Eleitorado/Participação | Eleitorado/Participação        | 453   | 42,16 / 100,00  | 10,42 |

#### Lama
| Partido                 | Partido                        | Votos | %               | +/-   |
| ----------------------- | ------------------------------ | ----- | --------------- | ----- |
|                         | Partido Social Democrata       | 307   | 57,92 / 100,00  | -     |
|                         | Partido Socialista             | 73    | 13,77 / 100,00  | 13,93 |
|                         | Partido Popular                | 46    | 8,68 / 100,00   | -     |
|                         | Bloco de Esquerda              | 22    | 4,15 / 100,00   | 3,09  |
|                         | Coligação Democrática Unitária | 15    | 2,83 / 100,00   | 2,20  |
|                         | Movimento Esperança Portugal   | 10    | 1,89 / 100,00   | Novo  |
|                         | Outros                         | 16    | 3,03 / 100,00   |       |
| Votos Inválidos         | Votos Inválidos                | 41    | 7,73 / 100,00   | 4,77  |
| Total                   | Total                          | 530   | 100,00 / 100,00 |       |
| Eleitorado/Participação | Eleitorado/Participação        | 1 224 | 43,30 / 100,00  | 0,49  |

#### Lijó
| Partido                 | Partido                        | Votos | %               | +/-  |
| ----------------------- | ------------------------------ | ----- | --------------- | ---- |
|                         | Partido Social Democrata       | 481   | 47,53 / 100,00  | -    |
|                         | Partido Socialista             | 260   | 25,69 / 100,00  | 8,77 |
|                         | Partido Popular                | 88    | 8,70 / 100,00   | -    |
|                         | Bloco de Esquerda              | 63    | 6,23 / 100,00   | 5,00 |
|                         | Coligação Democrática Unitária | 29    | 2,87 / 100,00   | 0,18 |
|                         | Outros                         | 24    | 2,39 / 100,00   |      |
| Votos Inválidos         | Votos Inválidos                | 67    | 6,62 / 100,00   | 4,38 |
| Total                   | Total                          | 1 012 | 100,00 / 100,00 |      |
| Eleitorado/Participação | Eleitorado/Participação        | 1 982 | 51,06 / 100,00  | 0,92 |

#### Macieira de Rates
| Partido                 | Partido                      | Votos | %               | +/-  |
| ----------------------- | ---------------------------- | ----- | --------------- | ---- |
|                         | Partido Social Democrata     | 444   | 58,42 / 100,00  | -    |
|                         | Partido Popular              | 175   | 23,03 / 100,00  | -    |
|                         | Partido Socialista           | 47    | 6,18 / 100,00   | 9,56 |
|                         | Bloco de Esquerda            | 26    | 3,42 / 100,00   | 2,94 |
|                         | Movimento Esperança Portugal | 9     | 1,18 / 100,00   | Novo |
|                         | Outros                       | 27    | 3,55 / 100,00   |      |
| Votos Inválidos         | Votos Inválidos              | 32    | 4,21 / 100,00   | 0,22 |
| Total                   | Total                        | 760   | 100,00 / 100,00 |      |
| Eleitorado/Participação | Eleitorado/Participação      | 1 751 | 43,40 / 100,00  | 4,48 |

#### Manhente
| Partido                 | Partido                        | Votos | %               | +/-   |
| ----------------------- | ------------------------------ | ----- | --------------- | ----- |
|                         | Partido Social Democrata       | 340   | 47,49 / 100,00  | -     |
|                         | Partido Socialista             | 150   | 20,95 / 100,00  | 16,84 |
|                         | Bloco de Esquerda              | 81    | 11,31 / 100,00  | 6,79  |
|                         | Partido Popular                | 47    | 6,56 / 100,00   | -     |
|                         | Coligação Democrática Unitária | 29    | 4,05 / 100,00   | 2,38  |
|                         | Movimento Esperança Portugal   | 10    | 1,40 / 100,00   | Novo  |
|                         | Outros                         | 16    | 2,24 / 100,00   |       |
| Votos Inválidos         | Votos Inválidos                | 43    | 6,01 / 100,00   | 0,18  |
| Total                   | Total                          | 716   | 100,00 / 100,00 |       |
| Eleitorado/Participação | Eleitorado/Participação        | 1 609 | 44,50 / 100,00  | 0,30  |

#### Mariz
| Partido                 | Partido                                | Votos | %               | +/-   |
| ----------------------- | -------------------------------------- | ----- | --------------- | ----- |
|                         | Partido Socialista                     | 59    | 35,98 / 100,00  | 20,90 |
|                         | Partido Social Democrata               | 48    | 29,27 / 100,00  | -     |
|                         | Partido Popular                        | 19    | 11,59 / 100,00  | -     |
|                         | Bloco de Esquerda                      | 18    | 10,98 / 100,00  | 8,48  |
|                         | Coligação Democrática Unitária         | 4     | 2,44 / 100,00   | 0,56  |
|                         | PCTP/MRPP                              | 2     | 1,22 / 100,00   | 0,03  |
|                         | Movimento Mérito e Sociedade           | 2     | 1,22 / 100,00   | Novo  |
|                         | Partido Humanista                      | 2     | 1,22 / 100,00   | 1,22  |
|                         | Partido Operário de Unidade Socialista | 2     | 1,22 / 100,00   | 1,22  |
|                         | Outros                                 | 0     | 0,00 / 100,00   |       |
| Votos Inválidos         | Votos Inválidos                        | 8     | 4,88 / 100,00   | 1,75  |
| Total                   | Total                                  | 164   | 100,00 / 100,00 |       |
| Eleitorado/Participação | Eleitorado/Participação                | 399   | 41,10 / 100,00  | 3,59  |

#### Martim
| Partido                 | Partido                        | Votos | %               | +/-   |
| ----------------------- | ------------------------------ | ----- | --------------- | ----- |
|                         | Partido Social Democrata       | 391   | 48,81 / 100,00  | -     |
|                         | Partido Socialista             | 187   | 23,35 / 100,00  | 13,89 |
|                         | Coligação Democrática Unitária | 59    | 7,37 / 100,00   | 4,99  |
|                         | Partido Popular                | 47    | 5,87 / 100,00   | -     |
|                         | Bloco de Esquerda              | 46    | 5,74 / 100,00   | 3,53  |
|                         | Movimento Esperança Portugal   | 8     | 1,00 / 100,00   | Novo  |
|                         | Outros                         | 26    | 3,22 / 100,00   |       |
| Votos Inválidos         | Votos Inválidos                | 37    | 4,62 / 100,00   | 0,37  |
| Total                   | Total                          | 801   | 100,00 / 100,00 |       |
| Eleitorado/Participação | Eleitorado/Participação        | 2 065 | 38,79 / 100,00  | 6,62  |

#### Midões
| Partido                 | Partido                        | Votos | %               | +/-   |
| ----------------------- | ------------------------------ | ----- | --------------- | ----- |
|                         | Partido Socialista             | 90    | 43,27 / 100,00  | 14,31 |
|                         | Partido Social Democrata       | 68    | 32,69 / 100,00  | -     |
|                         | Bloco de Esquerda              | 13    | 6,25 / 100,00   | 3,09  |
|                         | Partido Popular                | 10    | 4,81 / 100,00   | -     |
|                         | Coligação Democrática Unitária | 6     | 2,88 / 100,00   | 1,83  |
|                         | Outros                         | 7     | 3,36 / 100,00   |       |
| Votos Inválidos         | Votos Inválidos                | 14    | 6,73 / 100,00   | 4,10  |
| Total                   | Total                          | 208   | 100,00 / 100,00 |       |
| Eleitorado/Participação | Eleitorado/Participação        | 452   | 46,02 / 100,00  | 1,94  |

#### Milhazes
| Partido                 | Partido                        | Votos | %               | +/-   |
| ----------------------- | ------------------------------ | ----- | --------------- | ----- |
|                         | Partido Social Democrata       | 232   | 59,79 / 100,00  | -     |
|                         | Partido Socialista             | 56    | 14,43 / 100,00  | 12,21 |
|                         | Partido Popular                | 53    | 13,66 / 100,00  | -     |
|                         | Bloco de Esquerda              | 12    | 3,09 / 100,00   | 0,54  |
|                         | Coligação Democrática Unitária | 6     | 1,55 / 100,00   | 1,55  |
|                         | Movimento Esperança Portugal   | 6     | 1,55 / 100,00   | Novo  |
|                         | Partido Humanista              | 4     | 1,03 / 100,00   | 0,30  |
|                         | Outros                         | 6     | 1,56 / 100,00   |       |
| Votos Inválidos         | Votos Inválidos                | 13    | 3,35 / 100,00   | 0,80  |
| Total                   | Total                          | 388   | 100,00 / 100,00 |       |
| Eleitorado/Participação | Eleitorado/Participação        | 894   | 43,40 / 100,00  | 6,62  |

#### Minhotães
| Partido                 | Partido                        | Votos | %               | +/-  |
| ----------------------- | ------------------------------ | ----- | --------------- | ---- |
|                         | Partido Social Democrata       | 198   | 59,64 / 100,00  | -    |
|                         | Partido Socialista             | 65    | 19,58 / 100,00  | 8,99 |
|                         | Partido Popular                | 38    | 11,45 / 100,00  | -    |
|                         | Bloco de Esquerda              | 10    | 3,01 / 100,00   | 1,89 |
|                         | Coligação Democrática Unitária | 6     | 1,81 / 100,00   | 0,41 |
|                         | Outros                         | 5     | 1,50 / 100,00   |      |
| Votos Inválidos         | Votos Inválidos                | 10    | 3,01 / 100,00   | 1,89 |
| Total                   | Total                          | 332   | 100,00 / 100,00 |      |
| Eleitorado/Participação | Eleitorado/Participação        | 797   | 41,66 / 100,00  | 6,45 |

#### Monte de Fralães
| Partido                 | Partido                        | Votos | %               | +/-  |
| ----------------------- | ------------------------------ | ----- | --------------- | ---- |
|                         | Partido Social Democrata       | 85    | 54,14 / 100,00  | -    |
|                         | Partido Socialista             | 25    | 15,92 / 100,00  | 8,39 |
|                         | Partido Popular                | 24    | 15,29 / 100,00  | -    |
|                         | Bloco de Esquerda              | 7     | 4,46 / 100,00   | 4,46 |
|                         | Coligação Democrática Unitária | 7     | 4,46 / 100,00   | 3,77 |
|                         | Outros                         | 3     | 1,92 / 100,00   |      |
| Votos Inválidos         | Votos Inválidos                | 6     | 3,82 / 100,00   | 1,04 |
| Total                   | Total                          | 157   | 100,00 / 100,00 |      |
| Eleitorado/Participação | Eleitorado/Participação        | 288   | 54,51 / 100,00  | 0,24 |

#### Moure
| Partido                 | Partido                        | Votos | %               | +/-   |
| ----------------------- | ------------------------------ | ----- | --------------- | ----- |
|                         | Partido Social Democrata       | 188   | 50,54 / 100,00  | -     |
|                         | Partido Socialista             | 76    | 20,43 / 100,00  | 18,39 |
|                         | Coligação Democrática Unitária | 31    | 8,33 / 100,00   | 2,15  |
|                         | Partido Popular                | 25    | 6,72 / 100,00   | -     |
|                         | Bloco de Esquerda              | 16    | 4,30 / 100,00   | 4,01  |
|                         | PCTP/MRPP                      | 7     | 1,88 / 100,00   | 1,59  |
|                         | Outros                         | 5     | 1,35 / 100,00   |       |
| Votos Inválidos         | Votos Inválidos                | 24    | 6,45 / 100,00   | 4,40  |
| Total                   | Total                          | 372   | 100,00 / 100,00 |       |
| Eleitorado/Participação | Eleitorado/Participação        | 848   | 43,87 / 100,00  | 2,01  |

#### Negreiros
| Partido                 | Partido                      | Votos | %               | +/-  |
| ----------------------- | ---------------------------- | ----- | --------------- | ---- |
|                         | Partido Social Democrata     | 534   | 69,62 / 100,00  | -    |
|                         | Partido Popular              | 92    | 11,99 / 100,00  | -    |
|                         | Partido Socialista           | 46    | 6,00 / 100,00   | 3,02 |
|                         | Bloco de Esquerda            | 18    | 2,35 / 100,00   | 1,94 |
|                         | Movimento Esperança Portugal | 9     | 1,17 / 100,00   | Novo |
|                         | Outros                       | 23    | 2,99 / 100,00   |      |
| Votos Inválidos         | Votos Inválidos              | 45    | 5,86 / 100,00   | 2,58 |
| Total                   | Total                        | 767   | 100,00 / 100,00 |      |
| Eleitorado/Participação | Eleitorado/Participação      | 1 549 | 49,52 / 100,00  | 1,07 |

#### Oliveira
| Partido                 | Partido                        | Votos | %               | +/-   |
| ----------------------- | ------------------------------ | ----- | --------------- | ----- |
|                         | Partido Social Democrata       | 300   | 62,63 / 100,00  | -     |
|                         | Partido Socialista             | 56    | 11,69 / 100,00  | 12,97 |
|                         | Partido Popular                | 32    | 6,68 / 100,00   | -     |
|                         | Bloco de Esquerda              | 21    | 4,38 / 100,00   | 2,55  |
|                         | Coligação Democrática Unitária | 13    | 2,71 / 100,00   | 1,57  |
|                         | PCTP/MRPP                      | 5     | 1,04 / 100,00   | 0,10  |
|                         | Outros                         | 15    | 3,15 / 100,00   |       |
| Votos Inválidos         | Votos Inválidos                | 37    | 7,73 / 100,00   | 4,08  |
| Total                   | Total                          | 479   | 100,00 / 100,00 |       |
| Eleitorado/Participação | Eleitorado/Participação        | 923   | 51,90 / 100,00  | 0,81  |

#### Palme
| Partido                 | Partido                        | Votos | %               | +/-   |
| ----------------------- | ------------------------------ | ----- | --------------- | ----- |
|                         | Partido Social Democrata       | 208   | 65,82 / 100,00  | -     |
|                         | Partido Popular                | 34    | 10,76 / 100,00  | -     |
|                         | Partido Socialista             | 23    | 7,28 / 100,00   | 14,78 |
|                         | Coligação Democrática Unitária | 7     | 2,22 / 100,00   | 0,79  |
|                         | Bloco de Esquerda              | 6     | 1,90 / 100,00   | 1,04  |
|                         | Movimento Esperança Portugal   | 6     | 1,90 / 100,00   | Novo  |
|                         | Partido Humanista              | 4     | 1,27 / 100,00   | 0,98  |
|                         | Outros                         | 8     | 2,53 / 100,00   |       |
| Votos Inválidos         | Votos Inválidos                | 20    | 6,33 / 100,00   | 2,61  |
| Total                   | Total                          | 316   | 100,00 / 100,00 |       |
| Eleitorado/Participação | Eleitorado/Participação        | 1 026 | 30,80 / 100,00  | 4,13  |

#### Panque
| Partido                 | Partido                        | Votos | %               | +/-  |
| ----------------------- | ------------------------------ | ----- | --------------- | ---- |
|                         | Partido Social Democrata       | 157   | 68,56 / 100,00  | -    |
|                         | Partido Popular                | 26    | 11,35 / 100,00  | -    |
|                         | Partido Socialista             | 19    | 8,30 / 100,00   | 8,29 |
|                         | Coligação Democrática Unitária | 10    | 4,37 / 100,00   | 1,93 |
|                         | Bloco de Esquerda              | 8     | 3,49 / 100,00   | 2,03 |
|                         | Outros                         | 4     | 1,75 / 100,00   |      |
| Votos Inválidos         | Votos Inválidos                | 5     | 2,18 / 100,00   | 0,26 |
| Total                   | Total                          | 229   | 100,00 / 100,00 |      |
| Eleitorado/Participação | Eleitorado/Participação        | 645   | 35,50 / 100,00  | 0,72 |

#### Paradela
| Partido                 | Partido                        | Votos | %               | +/-  |
| ----------------------- | ------------------------------ | ----- | --------------- | ---- |
|                         | Partido Social Democrata       | 194   | 69,78 / 100,00  | -    |
|                         | Partido Socialista             | 31    | 11,15 / 100,00  | 4,77 |
|                         | Partido Popular                | 22    | 7,91 / 100,00   | -    |
|                         | Coligação Democrática Unitária | 9     | 3,24 / 100,00   | 1,61 |
|                         | Bloco de Esquerda              | 7     | 2,52 / 100,00   | 0,89 |
|                         | Outros                         | 7     | 2,52 / 100,00   |      |
| Votos Inválidos         | Votos Inválidos                | 8     | 2,88 / 100,00   | 1,25 |
| Total                   | Total                          | 278   | 100,00 / 100,00 |      |
| Eleitorado/Participação | Eleitorado/Participação        | 678   | 41,00 / 100,00  | 0,81 |

#### Pedra Furada
| Partido                 | Partido                      | Votos | %               | +/-   |
| ----------------------- | ---------------------------- | ----- | --------------- | ----- |
|                         | Partido Social Democrata     | 87    | 47,03 / 100,00  | -     |
|                         | Partido Socialista           | 56    | 30,27 / 100,00  | 24,28 |
|                         | Bloco de Esquerda            | 12    | 6,49 / 100,00   | 1,44  |
|                         | Partido Popular              | 11    | 5,95 / 100,00   | -     |
|                         | Movimento Esperança Portugal | 2     | 1,08 / 100,00   | Novo  |
|                         | Partido Humanista            | 2     | 1,08 / 100,00   | 0,07  |
|                         | Outros                       | 4     | 2,16 / 100,00   |       |
| Votos Inválidos         | Votos Inválidos              | 11    | 5,94 / 100,00   | 2,40  |
| Total                   | Total                        | 185   | 100,00 / 100,00 |       |
| Eleitorado/Participação | Eleitorado/Participação      | 447   | 41,39 / 100,00  | 4,87  |

#### Pereira
| Partido                 | Partido                        | Votos | %               | +/-   |
| ----------------------- | ------------------------------ | ----- | --------------- | ----- |
|                         | Partido Social Democrata       | 258   | 49,05 / 100,00  | -     |
|                         | Partido Socialista             | 99    | 18,82 / 100,00  | 17,85 |
|                         | Partido Popular                | 84    | 15,97 / 100,00  | -     |
|                         | Bloco de Esquerda              | 17    | 3,23 / 100,00   | 1,23  |
|                         | Coligação Democrática Unitária | 13    | 2,47 / 100,00   | 1,67  |
|                         | Movimento Esperança Portugal   | 6     | 1,14 / 100,00   | Novo  |
|                         | PCTP/MRPP                      | 6     | 1,14 / 100,00   | 0,74  |
|                         | Movimento Mérito e Sociedade   | 6     | 1,14 / 100,00   | Novo  |
|                         | Outros                         | 6     | 1,14 / 100,00   |       |
| Votos Inválidos         | Votos Inválidos                | 31    | 5,89 / 100,00   | 2,89  |
| Total                   | Total                          | 526   | 100,00 / 100,00 |       |
| Eleitorado/Participação | Eleitorado/Participação        | 1 155 | 45,54 / 100,00  | 2,07  |

#### Perelhal
| Partido                 | Partido                        | Votos | %               | +/-   |
| ----------------------- | ------------------------------ | ----- | --------------- | ----- |
|                         | Partido Social Democrata       | 250   | 48,92 / 100,00  | -     |
|                         | Partido Socialista             | 99    | 19,37 / 100,00  | 18,64 |
|                         | Partido Popular                | 52    | 10,18 / 100,00  | -     |
|                         | Bloco de Esquerda              | 35    | 6,85 / 100,00   | 4,69  |
|                         | Coligação Democrática Unitária | 21    | 4,11 / 100,00   | 2,81  |
|                         | Movimento Esperança Portugal   | 6     | 1,17 / 100,00   | Novo  |
|                         | Outros                         | 10    | 1,97 / 100,00   |       |
| Votos Inválidos         | Votos Inválidos                | 38    | 7,43 / 100,00   | 1,17  |
| Total                   | Total                          | 511   | 100,00 / 100,00 |       |
| Eleitorado/Participação | Eleitorado/Participação        | 1 491 | 34,27 / 100,00  | 1,46  |

#### Pousa
| Partido                 | Partido                        | Votos | %               | +/-   |
| ----------------------- | ------------------------------ | ----- | --------------- | ----- |
|                         | Partido Social Democrata       | 333   | 43,64 / 100,00  | -     |
|                         | Partido Socialista             | 196   | 25,69 / 100,00  | 10,66 |
|                         | Partido Popular                | 85    | 11,14 / 100,00  | -     |
|                         | Bloco de Esquerda              | 59    | 7,73 / 100,00   | 6,22  |
|                         | Coligação Democrática Unitária | 28    | 3,67 / 100,00   | 0,99  |
|                         | Movimento Esperança Portugal   | 9     | 1,18 / 100,00   | Novo  |
|                         | PCTP/MRPP                      | 9     | 1,18 / 100,00   | 0,17  |
|                         | Outros                         | 10    | 1,31 / 100,00   |       |
| Votos Inválidos         | Votos Inválidos                | 34    | 4,46 / 100,00   | 1,61  |
| Total                   | Total                          | 763   | 100,00 / 100,00 |       |
| Eleitorado/Participação | Eleitorado/Participação        | 2 081 | 36,67 / 100,00  | 3,35  |

#### Quintiães
| Partido                 | Partido                        | Votos | %               | +/-  |
| ----------------------- | ------------------------------ | ----- | --------------- | ---- |
|                         | Partido Social Democrata       | 157   | 56,88 / 100,00  | -    |
|                         | Partido Popular                | 44    | 15,94 / 100,00  | -    |
|                         | Partido Socialista             | 35    | 12,68 / 100,00  | 9,34 |
|                         | Bloco de Esquerda              | 8     | 2,90 / 100,00   | 2,18 |
|                         | Coligação Democrática Unitária | 5     | 1,81 / 100,00   | 0,37 |
|                         | PCTP/MRPP                      | 3     | 1,09 / 100,00   | 1,09 |
|                         | Outros                         | 3     | 1,08 / 100,00   |      |
| Votos Inválidos         | Votos Inválidos                | 21    | 7,61 / 100,00   | 2,92 |
| Total                   | Total                          | 276   | 100,00 / 100,00 |      |
| Eleitorado/Participação | Eleitorado/Participação        | 602   | 45,85 / 100,00  | 5,45 |

#### Remelhe
| Partido                 | Partido                        | Votos | %               | +/-   |
| ----------------------- | ------------------------------ | ----- | --------------- | ----- |
|                         | Partido Social Democrata       | 240   | 45,20 / 100,00  | -     |
|                         | Partido Socialista             | 101   | 19,02 / 100,00  | 12,90 |
|                         | Partido Popular                | 93    | 17,51 / 100,00  | -     |
|                         | Bloco de Esquerda              | 30    | 5,65 / 100,00   | 4,44  |
|                         | Coligação Democrática Unitária | 19    | 3,58 / 100,00   | 1,16  |
|                         | PCTP/MRPP                      | 7     | 1,32 / 100,00   | 0,51  |
|                         | Outros                         | 11    | 2,07 / 100,00   |       |
| Votos Inválidos         | Votos Inválidos                | 30    | 5,64 / 100,00   | 2,81  |
| Total                   | Total                          | 531   | 100,00 / 100,00 |       |
| Eleitorado/Participação | Eleitorado/Participação        | 1 256 | 42,28 / 100,00  | 0,39  |

#### Rio Covo Santa Eugénia
| Partido                 | Partido                        | Votos | %               | +/-   |
| ----------------------- | ------------------------------ | ----- | --------------- | ----- |
|                         | Partido Social Democrata       | 225   | 36,95 / 100,00  | -     |
|                         | Partido Socialista             | 197   | 32,35 / 100,00  | 19,16 |
|                         | Bloco de Esquerda              | 50    | 8,21 / 100,00   | 6,08  |
|                         | Coligação Democrática Unitária | 37    | 6,08 / 100,00   | 2,17  |
|                         | Partido Popular                | 31    | 5,09 / 100,00   | -     |
|                         | Movimento Esperança Portugal   | 13    | 2,13 / 100,00   | Novo  |
|                         | PCTP/MRPP                      | 9     | 1,48 / 100,00   | 0,77  |
|                         | Outros                         | 16    | 2,62 / 100,00   |       |
| Votos Inválidos         | Votos Inválidos                | 31    | 5,09 / 100,00   | 0,47  |
| Total                   | Total                          | 609   | 100,00 / 100,00 |       |
| Eleitorado/Participação | Eleitorado/Participação        | 1 361 | 44,75 / 100,00  | 3,12  |

#### Rio Covo Santa Eulália
| Partido                 | Partido                        | Votos | %               | +/-   |
| ----------------------- | ------------------------------ | ----- | --------------- | ----- |
|                         | Partido Social Democrata       | 146   | 42,44 / 100,00  | -     |
|                         | Partido Socialista             | 124   | 36,05 / 100,00  | 14,11 |
|                         | Bloco de Esquerda              | 22    | 6,40 / 100,00   | 3,52  |
|                         | Partido Popular                | 21    | 6,10 / 100,00   | -     |
|                         | Coligação Democrática Unitária | 13    | 3,78 / 100,00   | 0,27  |
|                         | Outros                         | 10    | 2,90 / 100,00   |       |
| Votos Inválidos         | Votos Inválidos                | 8     | 2,33 / 100,00   | 1,19  |
| Total                   | Total                          | 344   | 100,00 / 100,00 |       |
| Eleitorado/Participação | Eleitorado/Participação        | 884   | 38,91 / 100,00  | 0,97  |

#### Roriz
| Partido                 | Partido                        | Votos | %               | +/-  |
| ----------------------- | ------------------------------ | ----- | --------------- | ---- |
|                         | Partido Social Democrata       | 418   | 62,57 / 100,00  | -    |
|                         | Partido Popular                | 68    | 10,18 / 100,00  | -    |
|                         | Partido Socialista             | 60    | 8,98 / 100,00   | 7,66 |
|                         | Bloco de Esquerda              | 28    | 4,19 / 100,00   | 2,26 |
|                         | Coligação Democrática Unitária | 20    | 2,99 / 100,00   | 2,54 |
|                         | Movimento Esperança Portugal   | 11    | 1,65 / 100,00   | Novo |
|                         | Partido da Terra               | 7     | 1,05 / 100,00   | 0,90 |
|                         | Partido Humanista              | 7     | 1,05 / 100,00   | 0,14 |
|                         | Outros                         | 11    | 1,65 / 100,00   |      |
| Votos Inválidos         | Votos Inválidos                | 38    | 5,69 / 100,00   | 2,42 |
| Total                   | Total                          | 668   | 100,00 / 100,00 |      |
| Eleitorado/Participação | Eleitorado/Participação        | 1 802 | 37,07 / 100,00  | 6,75 |

#### Sequeade
| Partido                 | Partido                        | Votos | %               | +/-   |
| ----------------------- | ------------------------------ | ----- | --------------- | ----- |
|                         | Partido Social Democrata       | 99    | 36,67 / 100,00  | -     |
|                         | Partido Socialista             | 91    | 33,70 / 100,00  | 19,15 |
|                         | Partido Popular                | 20    | 7,41 / 100,00   | -     |
|                         | Bloco de Esquerda              | 14    | 5,19 / 100,00   | 3,29  |
|                         | Coligação Democrática Unitária | 10    | 3,70 / 100,00   | 2,56  |
|                         | PCTP/MRPP                      | 8     | 2,96 / 100,00   | 2,58  |
|                         | Outros                         | 6     | 2,22 / 100,00   |       |
| Votos Inválidos         | Votos Inválidos                | 22    | 8,14 / 100,00   | 3,58  |
| Total                   | Total                          | 270   | 100,00 / 100,00 |       |
| Eleitorado/Participação | Eleitorado/Participação        | 757   | 35,67 / 100,00  | 7,95  |

#### Silva
| Partido                 | Partido                        | Votos | %               | +/-   |
| ----------------------- | ------------------------------ | ----- | --------------- | ----- |
|                         | Partido Socialista             | 152   | 32,48 / 100,00  | 19,18 |
|                         | Partido Social Democrata       | 145   | 30,98 / 100,00  | -     |
|                         | Partido Popular                | 40    | 8,55 / 100,00   | -     |
|                         | Bloco de Esquerda              | 39    | 8,33 / 100,00   | 4,80  |
|                         | Coligação Democrática Unitária | 20    | 4,27 / 100,00   | 2,72  |
|                         | Movimento Esperança Portugal   | 11    | 2,35 / 100,00   | Novo  |
|                         | Partido da Terra               | 6     | 1,28 / 100,00   | 0,40  |
|                         | Outros                         | 13    | 2,99 / 100,00   |       |
| Votos Inválidos         | Votos Inválidos                | 41    | 8,76 / 100,00   | 5,01  |
| Total                   | Total                          | 468   | 100,00 / 100,00 |       |
| Eleitorado/Participação | Eleitorado/Participação        | 864   | 54,17 / 100,00  | 1,69  |

#### Silveiros
| Partido                 | Partido                        | Votos | %               | +/-   |
| ----------------------- | ------------------------------ | ----- | --------------- | ----- |
|                         | Partido Social Democrata       | 187   | 46,40 / 100,00  | -     |
|                         | Partido Socialista             | 87    | 21,59 / 100,00  | 13,65 |
|                         | Partido Popular                | 37    | 9,18 / 100,00   | -     |
|                         | Bloco de Esquerda              | 23    | 5,71 / 100,00   | 4,97  |
|                         | Coligação Democrática Unitária | 19    | 4,71 / 100,00   | 3,57  |
|                         | Movimento Esperança Portugal   | 12    | 2,98 / 100,00   | Novo  |
|                         | PCTP/MRPP                      | 7     | 1,74 / 100,00   | 1,24  |
|                         | Outros                         | 11    | 2,73 / 100,00   |       |
| Votos Inválidos         | Votos Inválidos                | 20    | 4,97 / 100,00   | 2,49  |
| Total                   | Total                          | 403   | 100,00 / 100,00 |       |
| Eleitorado/Participação | Eleitorado/Participação        | 1 005 | 40,10 / 100,00  | 3,51  |

#### Tamel Santa Leocádia
| Partido                 | Partido                        | Votos | %               | +/-   |
| ----------------------- | ------------------------------ | ----- | --------------- | ----- |
|                         | Partido Social Democrata       | 155   | 58,49 / 100,00  | -     |
|                         | Partido Socialista             | 44    | 16,60 / 100,00  | 12,24 |
|                         | Partido Popular                | 19    | 7,17 / 100,00   | -     |
|                         | Bloco de Esquerda              | 15    | 5,66 / 100,00   | 4,41  |
|                         | Coligação Democrática Unitária | 5     | 1,89 / 100,00   | 0,32  |
|                         | PCTP/MRPP                      | 5     | 1,89 / 100,00   | 1,89  |
|                         | Partido Humanista              | 3     | 1,13 / 100,00   | 0,19  |
|                         | Outros                         | 1     | 0,38 / 100,00   |       |
| Votos Inválidos         | Votos Inválidos                | 18    | 6,79 / 100,00   | 2,09  |
| Total                   | Total                          | 265   | 100,00 / 100,00 |       |
| Eleitorado/Participação | Eleitorado/Participação        | 687   | 38,57 / 100,00  | 35,44 |

#### Tamel São Pedro de Fins
| Partido                 | Partido                        | Votos | %               | +/-   |
| ----------------------- | ------------------------------ | ----- | --------------- | ----- |
|                         | Partido Social Democrata       | 130   | 55,56 / 100,00  | -     |
|                         | Partido Socialista             | 59    | 25,21 / 100,00  | 24,55 |
|                         | Bloco de Esquerda              | 11    | 4,70 / 100,00   | 4,70  |
|                         | Partido Popular                | 11    | 4,70 / 100,00   | -     |
|                         | Coligação Democrática Unitária | 5     | 2,14 / 100,00   | 0,23  |
|                         | Outros                         | 7     | 2,98 / 100,00   |       |
| Votos Inválidos         | Votos Inválidos                | 11    | 4,70 / 100,00   | 0,04  |
| Total                   | Total                          | 234   | 100,00 / 100,00 |       |
| Eleitorado/Participação | Eleitorado/Participação        | 499   | 46,89 / 100,00  | 1,61  |

#### Tamel São Veríssimo
| Partido                 | Partido                        | Votos | %               | +/-   |
| ----------------------- | ------------------------------ | ----- | --------------- | ----- |
|                         | Partido Social Democrata       | 395   | 33,22 / 100,00  | -     |
|                         | Partido Socialista             | 383   | 32,21 / 100,00  | 21,62 |
|                         | Bloco de Esquerda              | 162   | 13,62 / 100,00  | 8,28  |
|                         | Partido Popular                | 84    | 7,06 / 100,00   | -     |
|                         | Coligação Democrática Unitária | 51    | 4,29 / 100,00   | 1,36  |
|                         | PCTP/MRPP                      | 15    | 1,26 / 100,00   | 0,57  |
|                         | Movimento Esperança Portugal   | 12    | 1,01 / 100,00   | Novo  |
|                         | Outros                         | 22    | 1,84 / 100,00   |       |
| Votos Inválidos         | Votos Inválidos                | 65    | 5,47 / 100,00   | 3,75  |
| Total                   | Total                          | 1 189 | 100,00 / 100,00 |       |
| Eleitorado/Participação | Eleitorado/Participação        | 2 785 | 42,69 / 100,00  | 3,45  |

#### Tregosa
| Partido                 | Partido                        | Votos | %               | +/-   |
| ----------------------- | ------------------------------ | ----- | --------------- | ----- |
|                         | Partido Social Democrata       | 109   | 40,82 / 100,00  | -     |
|                         | Partido Socialista             | 67    | 25,09 / 100,00  | 21,77 |
|                         | Bloco de Esquerda              | 25    | 9,36 / 100,00   | 3,92  |
|                         | Coligação Democrática Unitária | 16    | 5,99 / 100,00   | 3,48  |
|                         | Partido Popular                | 14    | 5,24 / 100,00   | -     |
|                         | Movimento Esperança Portugal   | 5     | 1,87 / 100,00   | Novo  |
|                         | Outros                         | 8     | 2,99 / 100,00   |       |
| Votos Inválidos         | Votos Inválidos                | 23    | 8,61 / 100,00   | 3,61  |
| Total                   | Total                          | 267   | 100,00 / 100,00 |       |
| Eleitorado/Participação | Eleitorado/Participação        | 631   | 42,31 / 100,00  | 1,32  |

#### Ucha
| Partido                 | Partido                        | Votos | %               | +/-   |
| ----------------------- | ------------------------------ | ----- | --------------- | ----- |
|                         | Partido Social Democrata       | 251   | 42,54 / 100,00  | -     |
|                         | Partido Socialista             | 148   | 25,08 / 100,00  | 11,65 |
|                         | Partido Popular                | 62    | 10,51 / 100,00  | -     |
|                         | Bloco de Esquerda              | 50    | 8,47 / 100,00   | 6,07  |
|                         | Coligação Democrática Unitária | 19    | 3,22 / 100,00   | 1,42  |
|                         | Movimento Esperança Portugal   | 8     | 1,36 / 100,00   | Novo  |
|                         | Outros                         | 14    | 2,38 / 100,00   |       |
| Votos Inválidos         | Votos Inválidos                | 38    | 6,44 / 100,00   | 3,44  |
| Total                   | Total                          | 590   | 100,00 / 100,00 |       |
| Eleitorado/Participação | Eleitorado/Participação        | 1 330 | 44,36 / 100,00  | 2,08  |

#### Várzea
| Partido                 | Partido                        | Votos | %               | +/-   |
| ----------------------- | ------------------------------ | ----- | --------------- | ----- |
|                         | Partido Socialista             | 223   | 36,68 / 100,00  | 22,57 |
|                         | Partido Social Democrata       | 218   | 35,86 / 100,00  | -     |
|                         | Bloco de Esquerda              | 46    | 7,57 / 100,00   | 5,26  |
|                         | Partido Popular                | 44    | 7,24 / 100,00   | -     |
|                         | Coligação Democrática Unitária | 20    | 3,29 / 100,00   | 0,62  |
|                         | PCTP/MRPP                      | 9     | 1,48 / 100,00   | 0,95  |
|                         | Movimento Esperança Portugal   | 7     | 1,15 / 100,00   | Novo  |
|                         | Outros                         | 12    | 1,97 / 100,00   |       |
| Votos Inválidos         | Votos Inválidos                | 29    | 4,77 / 100,00   | 3,17  |
| Total                   | Total                          | 608   | 100,00 / 100,00 |       |
| Eleitorado/Participação | Eleitorado/Participação        | 1 434 | 42,40 / 100,00  | 3,33  |

#### Viatodos
| Partido                 | Partido                        | Votos | %               | +/-   |
| ----------------------- | ------------------------------ | ----- | --------------- | ----- |
|                         | Partido Social Democrata       | 378   | 45,43 / 100,00  | -     |
|                         | Partido Socialista             | 219   | 26,32 / 100,00  | 15,20 |
|                         | Partido Popular                | 84    | 10,10 / 100,00  | -     |
|                         | Bloco de Esquerda              | 40    | 4,81 / 100,00   | 1,94  |
|                         | Coligação Democrática Unitária | 24    | 2,88 / 100,00   | 1,88  |
|                         | Movimento Esperança Portugal   | 14    | 1,68 / 100,00   | Novo  |
|                         | Outros                         | 22    | 2,64 / 100,00   |       |
| Votos Inválidos         | Votos Inválidos                | 51    | 6,13 / 100,00   | 2,14  |
| Total                   | Total                          | 832   | 100,00 / 100,00 |       |
| Eleitorado/Participação | Eleitorado/Participação        | 1 770 | 47,01 / 100,00  | 0,08  |

#### Vila Boa
| Partido                 | Partido                        | Votos | %               | +/-   |
| ----------------------- | ------------------------------ | ----- | --------------- | ----- |
|                         | Partido Social Democrata       | 169   | 31,65 / 100,00  | -     |
|                         | Partido Socialista             | 159   | 29,78 / 100,00  | 28,83 |
|                         | Bloco de Esquerda              | 62    | 11,61 / 100,00  | 7,24  |
|                         | Partido Popular                | 49    | 9,18 / 100,00   | -     |
|                         | Coligação Democrática Unitária | 24    | 4,49 / 100,00   | 0,89  |
|                         | Movimento Esperança Portugal   | 9     | 1,69 / 100,00   | Novo  |
|                         | Outros                         | 18    | 3,37 / 100,00   |       |
| Votos Inválidos         | Votos Inválidos                | 44    | 8,24 / 100,00   | 7,21  |
| Total                   | Total                          | 534   | 100,00 / 100,00 |       |
| Eleitorado/Participação | Eleitorado/Participação        | 1 266 | 42,18 / 100,00  | 3,21  |

#### Vila Cova
| Partido                 | Partido                        | Votos | %               | +/-  |
| ----------------------- | ------------------------------ | ----- | --------------- | ---- |
|                         | Partido Social Democrata       | 424   | 56,61 / 100,00  | -    |
|                         | Partido Socialista             | 108   | 14,42 / 100,00  | 8,17 |
|                         | Partido Popular                | 88    | 11,75 / 100,00  | -    |
|                         | Bloco de Esquerda              | 39    | 5,21 / 100,00   | 4,26 |
|                         | Coligação Democrática Unitária | 21    | 2,80 / 100,00   | 1,30 |
|                         | Movimento Esperança Portugal   | 9     | 1,20 / 100,00   | Novo |
|                         | Outros                         | 20    | 2,67 / 100,00   |      |
| Votos Inválidos         | Votos Inválidos                | 40    | 5,34 / 100,00   | 0,17 |
| Total                   | Total                          | 749   | 100,00 / 100,00 |      |
| Eleitorado/Participação | Eleitorado/Participação        | 1 928 | 38,85 / 100,00  | 3,42 |

#### Vila Frescainha São Martinho
| Partido                 | Partido                        | Votos | %               | +/-   |
| ----------------------- | ------------------------------ | ----- | --------------- | ----- |
|                         | Partido Socialista             | 303   | 31,33 / 100,00  | 18,34 |
|                         | Partido Social Democrata       | 265   | 27,40 / 100,00  | -     |
|                         | Bloco de Esquerda              | 116   | 12,00 / 100,00  | 7,18  |
|                         | Coligação Democrática Unitária | 104   | 10,75 / 100,00  | 1,98  |
|                         | Partido Popular                | 97    | 10,03 / 100,00  | -     |
|                         | PCTP/MRPP                      | 13    | 1,34 / 100,00   | 0,13  |
|                         | Outros                         | 20    | 3,86 / 100,00   |       |
| Votos Inválidos         | Votos Inválidos                | 49    | 5,07 / 100,00   | 2,65  |
| Total                   | Total                          | 967   | 100,00 / 100,00 |       |
| Eleitorado/Participação | Eleitorado/Participação        | 2 032 | 47,59 / 100,00  | 0,31  |

#### Vila Frescainha São Pedro
| Partido                 | Partido                        | Votos | %               | +/-   |
| ----------------------- | ------------------------------ | ----- | --------------- | ----- |
|                         | Partido Socialista             | 232   | 38,03 / 100,00  | 18,10 |
|                         | Partido Social Democrata       | 197   | 32,30 / 100,00  | -     |
|                         | Bloco de Esquerda              | 68    | 11,15 / 100,00  | 8,17  |
|                         | Partido Popular                | 37    | 6,07 / 100,00   | -     |
|                         | Coligação Democrática Unitária | 20    | 3,28 / 100,00   | 0,63  |
|                         | Outros                         | 21    | 3,45 / 100,00   |       |
| Votos Inválidos         | Votos Inválidos                | 35    | 5,74 / 100,00   | 2,27  |
| Total                   | Total                          | 610   | 100,00 / 100,00 |       |
| Eleitorado/Participação | Eleitorado/Participação        | 1 447 | 42,16 / 100,00  | 3,22  |

#### Vilar de Figos
| Partido                 | Partido                        | Votos | %               | +/-   |
| ----------------------- | ------------------------------ | ----- | --------------- | ----- |
|                         | Partido Social Democrata       | 133   | 60,18 / 100,00  | -     |
|                         | Partido Popular                | 29    | 13,12 / 100,00  | -     |
|                         | Partido Socialista             | 20    | 9,05 / 100,00   | 21,00 |
|                         | Bloco de Esquerda              | 11    | 4,98 / 100,00   | 4,98  |
|                         | Coligação Democrática Unitária | 8     | 3,62 / 100,00   | 3,13  |
|                         | Partido da Terra               | 3     | 1,36 / 100,00   | 0,87  |
|                         | Outros                         | 3     | 1,35 / 100,00   |       |
| Votos Inválidos         | Votos Inválidos                | 14    | 6,33 / 100,00   | 4,36  |
| Total                   | Total                          | 221   | 100,00 / 100,00 |       |
| Eleitorado/Participação | Eleitorado/Participação        | 612   | 36,11 / 100,00  | 0,24  |

#### Vilar do Monte
| Partido                 | Partido                        | Votos | %               | +/-   |
| ----------------------- | ------------------------------ | ----- | --------------- | ----- |
|                         | Partido Social Democrata       | 96    | 42,29 / 100,00  | -     |
|                         | Partido Socialista             | 49    | 21,59 / 100,00  | 15,91 |
|                         | Partido Popular                | 21    | 9,25 / 100,00   | -     |
|                         | Bloco de Esquerda              | 15    | 6,61 / 100,00   | 5,32  |
|                         | Coligação Democrática Unitária | 13    | 5,73 / 100,00   | 3,57  |
|                         | PCTP/MRPP                      | 8     | 3,52 / 100,00   | 2,66  |
|                         | Outros                         | 4     | 1,76 / 100,00   |       |
| Votos Inválidos         | Votos Inválidos                | 21    | 9,25 / 100,00   | 4,94  |
| Total                   | Total                          | 227   | 100,00 / 100,00 |       |
| Eleitorado/Participação | Eleitorado/Participação        | 572   | 39,69 / 100,00  | 7,08  |

#### Vila Seca
| Partido                 | Partido                        | Votos | %               | +/-   |
| ----------------------- | ------------------------------ | ----- | --------------- | ----- |
|                         | Partido Social Democrata       | 142   | 40,00 / 100,00  | -     |
|                         | Partido Popular                | 41    | 11,55 / 100,00  | -     |
|                         | Partido Socialista             | 32    | 9,01 / 100,00   | 18,17 |
|                         | Bloco de Esquerda              | 18    | 5,07 / 100,00   | 3,65  |
|                         | Movimento Esperança Portugal   | 7     | 1,97 / 100,00   | Novo  |
|                         | Coligação Democrática Unitária | 4     | 1,13 / 100,00   | 0,90  |
|                         | Outros                         | 3     | 0,84 / 100,00   |       |
| Votos Inválidos         | Votos Inválidos                | 108   | 30,43 / 100,00  | 26,37 |
| Total                   | Total                          | 355   | 100,00 / 100,00 |       |
| Eleitorado/Participação | Eleitorado/Participação        | 1 160 | 30,60 / 100,00  | 15,56 |